# 大唐雙龍傳
《大唐雙龍傳》是黃易所著的一部以隋末唐初為背景的融和歷史、軍事、玄幻的武俠小說，全套書共500餘萬字，曾被改編成電視劇、漫畫和遊戲等。其續作為《日月當空》。
《大唐雙龍傳》自1996年開始連載，2001年完結，平均單月一本，香港由黃易出版社出版，台灣則由萬象出版社出版（一至五十九冊），2000年因萬象出版社積欠稿費，六十至六十三冊由香港直接發出至台灣出售，均63卷；後經黃易本人修訂，香港由黃易出版社發行修訂珍藏版，台灣由時報出版發行修訂版，兩者皆20卷。中国大陆由云南人民出版社於2010年發行10卷套裝版。

## 劇情概述
故事講述隋朝，煬帝思逞無厭之欲，兩個三餐不繼小混混，憑其天縱之資，機緣運數，改變武林以至天下的命運。
寇仲和徐子陵是揚州江都中兩個三餐不繼的小混混，因某日意外扒得道學武功經典《長生訣》而遭到宇文化及追殺，得「羅剎女」傅君婥庇護而存活，後來傅君婥為了保護寇仲、徐子陵，與宇文化及決戰，傅君婥不敵宇文化及而死，死前透露雙龍「楊公寶藏」的關鍵線索；兩人悲憤之餘，立志學好武功，發誓手刃宇文化及，替傅君婥報仇雪恨，從此脫離了小混混的生涯。開始修習《長生訣》，並且得知楊公寶藏的秘密，但也因此受到旁人的覬覦威脅。
寇徐二人初涉江湖，每日的武功皆有進展，而後又遇魔門陰癸派首徒婠婠探知《長生訣》在雙龍身上，加入追殺行列，九死一生。寇仲和徐子陵非但多次大難不死，憑藉《長生訣》內功加上一些領悟而來的武功招式，武功反而大增。冒險的過程中，雙龍得遇李閥二公子李世民。兩人因嘆服李世民胸懷大度及一統天下之志，本欲歸順，然雙龍出身卑微，不被眾人平等對待，加上寇仲又為李秀寧瞧不上目而心傷，寇仲遂決意投入爭霸天下的行列。卻也因此改變二人的個性。寇仲好動，是天生的冒險者，因此起逐鹿中原的大願；徐子陵好靜，雖身處塵世，卻有飄逸之風。
雙龍轉戰天下，看到了苦難的人民，更堅定救國救民的決心。偷盜「和氏璧」擴大改造經脈之後，又以「以戰養戰」方式，逐漸磨鍊出自身武學造詣，並逐漸掌控周邊可用之資源，以與周遭士族大閥抗衡，在這樣的奮鬥狀況下，結識了跋鋒寒與「多情公子」侯希白，雙方從敵對的狀況，逐漸建立起共患難的友情；另一方面，雙龍雖是低下階層出身，但是信義的作風，與過人的魅力，逐漸贏得部份人士歸附。
兩人個性雖然不同，但情誼深厚，多次並肩化解危機，並且創立少帥軍，起出楊公寶藏，得以在彭梁一地發展爭天下的基礎。寇仲領導少帥軍，又巧見天下第一才女尚秀芳，而徐子陵則探究武道終極，更遇上簫藝大家石青璇。
後來兩人遠赴塞外，與跋鋒寒共同修行，獲益良多，武功兵法皆有大躍進。回中土後，開始率軍與勁敵李世民較勁，最後受慈航靜齋師妃暄遊說，在大義的狀況下，寇仲終放下成為皇帝念頭。協助秦王李世民，助其發動玄武門之變登帝位，旋即退隱江湖、笑傲山林。

## 人物
《大唐雙龍傳》出場人物眾多，計算起碼有748人。在民族的設定上有很多不同的部族，漢人、胡人、四川少數民族、南方俚僚、高麗、突厥、草原的各族等。部分人物及其後代在《日月當空》、《龍戰在野》中出現。

### 主角群
- 揚州雙龍、少帥軍（根據地彭梁一帶）
寇仲

與徐子陵同為小說主角，兩人情同手足，同是揚州的小混混，因緣際會偷去武功秘籍《長生訣》而涉足武林。
個性豪邁直爽，卻又機智多變。生性好動，與徐子陵的好靜相對。在修練《長生訣》之後，此一反差更為明顯，內力屬性偏向陰寒。
故事開端，先與徐子陵一同視高麗弈劍大師傅采林首徒傅君婥為兩人義母、再一起與素素結拜為異性三姊弟，又意外一起成為「袖裡乾坤」杜伏威義子；後又與徐子陵分別與跋鋒寒、侯希白、突利、伏騫、竇建德、劉黑闥、可達志、菩薩、別勒古納台、不古納台等人結為至交好友。其中又與跋鋒寒、「多情公子」侯希白等人有過命之交情。
後從仇人蕭铣獲赠二百年前的刀客「刀霸」凌上人使用過的佩刀，命之為井中月；後於塞外蒙翟嬌贈一名馬，命名千里夢（後死於洛陽突圍戰一役）；得突厥突利贈一飛鷹，名為「無名」；更獲箭大師贈與其名作之弓——滅日弓，後助箭大師誅殺仇敵，復其原弓名「刺日」。
與徐子陵於飛馬牧場擔任糕餅師傅期間，一起結識魯妙子，成為忘年之交，從其廣博知識的學習過程當中獲益甚多。
曾於長安尋找楊公寶藏期間，使用魯妙子自製的面具，化名:莫一心與太行雙傑:蔡元勇，並意外分別成為一代「神醫」與著名馬球高手，名揚關中內外。
後建立少帥軍，其中最精銳的部隊為五百「飛雲騎」(原雙龍幫成員+瓦崗軍翟讓舊部、巨鯤幫卜天志部眾)，其後再加上楊公卿的兩千楊家軍，使之成為隋亡後另一位對天下舉足輕重的無敵統帥。視李世民為爭霸天下的主要對手，後因好友徐子陵與慈航靜齋師妃暄勸說而放棄爭奪天下，且因楊公卿、竇建德與劉黑闥相繼因李建成與李元吉二人殺害而死，埋下欲誅殺二人之機，是故協助李世民發動玄武門事變，成功誅殺建成、元吉二人，並助李世民登上皇位後，與「天刀」宋缺之女宋玉致定居宋家山城，同時收養素素之子方陵仲為義子，並與眾人定下十年重聚之約。於十年之約時於長安重遇尚秀芳，與宋玉致、楚楚、方陵仲隱居於嶺南。
個人武學除長生訣之外，尚有初期自創的神龍八擊，與後期因「天刀」宋缺的刀道開導而自創的刀法，命名為「井中八法」(分別各為不攻、擊奇、戰定、用謀、速定、棋弈、兵詐、方圓)
- 徐子陵

與寇仲同為小說主角，兩人情同手足，同是揚州的小混混，因緣際會偷去武功秘籍《長生訣》而涉足武林。
生性好靜，因修煉《長生訣》而隱有飄逸之風。內力屬性偏向灼熱。擁有比寇仲更敏銳、厲害的身體周圍感應之術(第六感)，以及隔牆(隔室)竊聽之術。
故事開端，先與寇仲陵一同視高麗弈劍大師傅采林首徒傅君婥為兩人義母、再一起與素素結拜為異性三姊弟，又"意外"一起成為「袖裡乾坤」杜伏威義子；後又與寇仲陵分別與跋鋒寒、侯希白、突利、伏騫、劉黑闥、雷九指、殷顯鶴、菩薩、別勒古納台、不古納台等人結為至交好友。其中又與跋鋒寒、「多情公子」侯希白、雷九指有過命之交情。
對於爭奪天下之事並無興趣，仍因與寇仲的深厚情誼，而多次助其拿下重要戰役。後於塞外蒙翟嬌贈一名馬，命名萬里斑(後死於洛陽突圍戰一役)。
與寇仲於飛馬牧場擔任糕餅師傅期間，一起結識魯妙子，成為忘年之交，從其廣博知識的學習過程當中獲益甚多。
曾於巴蜀、長安期間，曾使用魯妙子自製的多副面具，先後易容裝扮成「霸刀」岳山、刀疤客:弓辰春、山東行腳商:雍秦、「太行雙傑」匡文通等人。
在個人感情世界，分別先後曾與石青璇、師妃暄、婠婠、商秀珣、沈落雁、單琬晶等一干姝女皆有一段過往。但個人始終僅只有對慈航靜齋師妃暄與「邪王」石之軒之女石青璇二女先後有所動心與追求，並曾於塞外龍泉與師妃暄有過一段精神式的戀愛，後全心追求石青璇。
其後受師妃暄再次出山勸說而勸退好友寇仲放棄爭天下，與寇仲助李世民統一天下之後，與石青璇成婚并隱居於巴蜀，並與眾人定下十年重聚之約。後石青璇為其誕下一女，并與方陵仲成婚。
個人武學除長生訣之外，平日較不習慣使用兵器，習以空手雙拳掌應敵，其中以於巴蜀以「霸刀」岳山身分對戰「天君」席應前，受真言大師傳授佛門絕學「九字真言手印」(分別為「不动根本印」、「大金刚轮印」、「外狮子印」、「内狮子印」、「外缚印」、「内缚印」、「智拳印」、「日轮印」和「宝瓶印」)，為後期最重要武學，至此佛道雙修，並成為繼真言大師後新一任的佛家山門護法。

### 少帥國

#### 內政六部督監
- 虛行之

少帥國首席軍師，可媲美諸葛孔明。不僅能在軍事上提出自己的見解，其仁政也對復興彭梁有很大的貢獻。後來創設「鍾離書院」。主管內政，掌吏、兵、刑三部督監，後專司吏部。
- 任媚媚

原彭梁會三當家，外號「艷娘子」，因寇仲助其擊退契丹窟哥馬賊群後，率彭梁會加入少帥軍。主管內政及財務，掌户、禮二部督監。
- 牛奉義

原東海三義的海賊頭領之一，後隨高占道、查杰等人成為雙龍幫最初成員，最後收歸至少帥軍旗下。後分擔虛行之內政工作負擔，接掌兵部督监。
- 查杰

原東海三義的海賊頭領之一，後隨高占道、牛奉義等人成為雙龍幫最初成員，最後收歸至少帥軍旗下。後分擔虛行之內政工作負擔，接掌刑部督监。
- 陳老謀

原巨鯤幫成員，精通機巧之術，有「半個魯妙子」美稱。主管技術，掌工部督監。於天城峽設木寨時盡顥其才學。
- 王玄恕

洛陽王世充次子，曾跟隨寇仲參與多場征戰 與寇仲關係密切 洛陽城破,外姓將領叛變時決定跟隨寇仲。為三名可以成功跟隨寇仲成功突圍之王世充將領之一 後為少帥國主管戰時後勤 同時統領飛雲騎。

#### 十鎮大將
- 楊公卿

史實人物，少帥軍十鎮大將之首，原王世充舊將。曾於隋末投身地方起義，因李建成導致家破人亡，有不共戴天之仇。為大鄭軍中德高望重的老將，治軍練兵嚴謹，旗下有兩千楊家子弟兵。因對王世充刻意忽視外姓將領致使不滿，遂暗中投誠寇仲。洛陽突圍戰中不幸因中箭身亡，死前託寇仲殺李元吉為其報仇。
- 麻常

楊公卿重要副將，本身頗具將才，隨楊公卿率同兩千楊家軍一同加入少帥軍陣營。曾被跋鋒寒讚許其為宣永之後少帥軍最出類拔萃的優秀將領。楊公卿身故後繼承其十鎮大將之位
- 宣永

原瓦崗軍舊將，效忠於翟讓，不滿於李密密謀叛變，因此轉而保護翟讓獨女翟嬌。後投入少帥軍旗下，因曾有豐富實戰經驗，故成為寇仲最倚賴的大將之一。少帥軍攻佔高郵後，成為高郵守將。
- 高志明

宣永旗下部將，原瓦崗軍翟讓舊部，後隨宣永投入少帥軍旗下，為十鎮大將外之高級將領之一。
- 詹功顯

宣永旗下部將，原瓦崗軍翟讓舊部，後隨宣永投入少帥軍旗下，為十鎮大將外之高級將領之一。
- 卜天志

原巨鯤幫副幫主，幫派解散後，大多由少帥軍接收。精於河、海相關戰役。少帥軍攻佔鍾離後，成為鍾離守將。
- 高道

原為東海三義的海賊頭領之一，後成為雙龍幫最初成員，最後收歸至少帥軍旗下，與查傑、牛奉義被一同被派作長安，成立同興社為運送楊公寶庫作準備，少帥軍攻佔陳留後，三人成為陳留守將。
- 陳長林

江南望族之後，世代造船與經營南洋貿易事務。因沈法興之子沈綸欲染指其妻江南才女夫幽蘭，於其新婚之夜，誣陷並率軍殺其全家，致使家破人亡。後寇仲助其攻破昆陵，血刃仇敵。
- 白文原

原朱粲舊將，曾與朱粲之女朱媚媚相戀，後因功高蓋主而遭朱粲父女所追殺，為寇徐兩人所救，後加入少師軍，寇仲退守天城峽時曾領軍來援。
- 焦宏進

原下邳駱馬幫副幫主，因幫主與契丹馬賊結盟而投誠少帥軍。為少帥軍主理東海。
- 左孝友

原李子通首席大將軍，兼鍾離守將，梁都水戰後投向少帥軍，後調守陳留。
- 秦超文

原八鎮大將後另行增設的兩將將領之一。原李子通高郵守將，後獻城投降，調守東海。
- 洛其飛

原八鎮大將後另行增設的兩將將領之一。原彭梁會香主，外號「鬼影子」，隨任媚媚加入少帥軍陣營，精於情報，其專屬的情報網提供各地傳來的情報，是少帥軍之所以能快速壯大的原因之一。

#### 大鄭降將
- 跋野綱

大鄭降將，洛陽突圍戰倖存將領之一。
- 邴元真

大鄭降將，洛陽突圍戰倖存將領之一。
- 單雄信、郭善才、段達、孟孝文、崔洪丹、張童兒、王隆、薛德音、楊汪

皆為大鄭降將，於洛陽突圍戰全數戰死。

### 魔門兩派六道

#### 邪派八大高手
《大唐雙龍傳》小說裡的魔門高手武功排行榜，榜上人物皆是深藏不露的絕頂高手，但名列第二的「邪王」石之軒與榜末的尤鳥倦功力天差地別，尤鳥倦被石之軒偷襲，一招斃命，可見邪王驚天動地武功。依照婠婠所說邪派八大高手是外人所排，不甚正確，只把各派最有名的人物排上榜，實際上滅情道的尹祖文、陰癸派的韋憐香都有上榜實力，而且歷經多年，排行也有所變動，如排行第二的石之軒實際上更勝榜首祝玉妍。
1. 「陰」祝玉妍：陰癸派掌門人，武功「天魔大法」。
2. 「邪王」石之軒：花間派掌門人、補天道傳人，武功「不死印法」、「幻魔身法」、「不死七幻」。
3. 「魔帥」趙德言：魔相派傳人，史實人物，投入東突厥為軍師，據說其師為長孫晟。武功「歸魂十八爪」、「百變菱槍」。
4. 「天君」席應：滅情道傳人，武功「紫氣天羅」。
5. 「胖賈」安隆：四川豪商，是邪王石之軒的追隨者，天蓮宗蓮主。武功「天心蓮環」。
6. 「妖道」辟塵（榮鳳祥）：洛陽商會會長，是陰癸派在洛陽的台面上人物，真傳派中之分支老君觀傳人。
7. 「子午劍」左游仙：真傳派中之分支道祖真傳傳人，史實人物。武功「子午罡」、「壬丙劍法」。
8. 「倒行逆施」尤鳥倦：邪極宗「邪帝」向雨田四大弟子之首，為分支逆行派的傳人。

###### 與徐子陵、寇仲對戰紀錄
1. 祝玉妍：初期徐子陵和寇仲聯手也無法撼動祝玉妍，後來功力仍差兩籌。
2. 石之軒：從頭到尾把雙龍壓著打，其中接觸最多著為徐子陵，武功變幻莫測，迅如鬼魅，後來因為徐子陵和女兒石青璇相戀，怕女兒無所依靠，所以不斷對徐子陵手下留情。最後因怕錯手殺掉徐子陵，以嫁妝名義把不死印法傳予徐子陵。令他無法殺死雙龍。
3. 趙德言：在長安為了爭奪邪帝舍利，以及其後在塞外助頡利大汗圍剿徐子陵和寇仲，皆曾陸續與兩人有短暫交鋒，當時功力已經相若。
4. 席應：徐子陵假冒「霸刀」岳山，和功力高自己一兩籌的天君席應對戰，使出換日大法、真言大法、長生訣、螺旋勁氣，終於誅殺席應，使岳山名留史冊。
5. 安隆：徐子陵為了假冒「霸刀」岳山，取信安隆，硬受安隆數枚天心連環印記，差點身受重傷，後來順利化解。
6. 辟塵：曾遭寇仲暗殺，身受重傷幾乎身亡。傷癒後曾一度與左游仙、辟守玄、上官龍、京兆寧、宗羅睺六人合攻寇仲，但遭寇仲成功殺退脫身。
7. 左游仙：徐子陵初假扮岳山在道左巧遇左游仙，因功力仍不及，在石青璇暗中教導下，比手劃腳嚇退左游仙 ；後期後與辟塵、辟守玄、上官龍、京兆寧、宗羅睺六人合攻寇仲，但遭寇仲成功殺退脫身。
8. 尤鳥倦：徐子陵初期為了幫忙石青璇和「邪帝」向雨田四大弟子爭奪邪帝舍利，曾經出手攻擊過游鳥倦，但當時功力仍相差一截，偷襲沒有成功。後來襲殺天君席應前已超越其功力。

###### 最終命運
1. 祝玉妍：為了爭奪邪帝舍利和追殺邪王石之軒，在徐子陵和師妃暄的幫助之下，圍攻石之軒並成功施展最終必殺絕技玉石俱焚，爆體而亡，但石之軒只傷不死。(八大高手第三位喪命)
2. 石之軒：因間接害妻子碧秀心死亡而人格分裂，後得到邪帝舍利功力盡復。在玄武門之變支援李建成一方失敗，於秀心忌日，受四大聖僧開悟，以及青璇一曲「纖穠」及一聲「爹」，悟道而去。
3. 趙德言：突厥聯軍南下作戰失利，簽訂白馬之盟協議北返前夕，不知所終。
4. 席應：徐子陵假冒「霸刀」岳山，和功力高自己一兩籌的天君席應對戰，使出換日大法、真言大法、長生訣、螺旋勁氣，終於誅殺席應，使岳山名留史冊。(八大高手第一位喪命)
5. 安隆：於後期雙龍誅香大計，於長安曾有幾次現身協助楊虛彥與楊文幹，隨後卻不知所終。
6. 辟塵：遭寇仲暗殺受重傷後傷癒，曾有一度聯合左游仙、上官龍等人襲殺寇仲，寇仲成功以武藝威嚇從容離去後，不知所終。
7. 左游仙：僅出現部分片刻，後輔公佑敗亡，改與林士宏合作，後不知所終。但依史實所載，他暗助輔公祏反唐，最後被唐軍所殺。
8. 尤鳥倦：被石之軒在安隆所屬的倉庫內偷襲，一招斃命。(八大高手第二位喪命)

#### 花間派與補天道
- 「邪王」石之軒

魔門「邪王」，身兼「花間派」、「補天道」掌門身份，分別收侯希白與楊虛彥為徒。武功高強，不僅創「幻魔身法」，更以融合「花間派」、「補天道」兩派武學的「天一心法」，與佛學義理思想，創出「不死印法」之創世絕學。
曾假扮大隋重臣裴矩潛入隋宮，亦身兼長安高僧大德聖僧之身份。因為錯手殺死愛妻致精神分裂產生雙重人格，時而為殺人不眨眼的絕代高手，時而為愁懷滿襟的騷人墨客與慈父。
與妻子碧秀心生下一女，也是當代簫藝大家石青璇。曾與祝玉妍有一段情，並使祝后由愛生恨，使出玉石俱焚絕招仍難傷石之軒要害。最後在青璇吹簫祭母時，試圖自殺，而後由四大聖僧點醒而悟。
- 石青璇

石之軒之女，其冠絕天下的簫技得自其母親碧秀心真傳，亦精醫道。小說裡的絕世美女，與男主角之一徐子陵互生情愫，最後嫁給徐子陵，為其誕下一女，隱居於巴蜀。
- 「多情公子」侯希白

魔門「花間派」傳人，師承「邪王」石之軒。個性純良，被評為魔門中人的異數，為人文采武功均佳，喜歡將當代美女繪於他的「美人扇」上。與楊虛彥都是石之軒之徒，兩人競爭石之軒《不死印卷》，勢同水火。一開始時奉「師命」追殺徐子陵，後來發現是異門師兄弟楊虛彥假傳師命，兩人遂化敵為友，並與雙龍結為刎頸之交。後雖得到不死印卷，但因其性格問題沒有練成。
在《日月當空》卷十八提到，他最後遭白清兒等人合擊下傷重而逝。
- 「影子刺客」楊虛彥

魔門「補天道」傳人，師承「邪王」石之軒。個性陰騺，為人冷酷無情，作惡多端，所使武器為「影子劍」。其父是隋文帝的長子楊勇。曾多次與雙龍為敵，期間為修習大明尊教「御尽万法根源智经」，成為大明尊教掛名原子，並藉此背叛師門。後期融合從安隆處得到的「不死印法」全訣，與大明尊教的「御尽万法根源智经」兩大武學，魔功大成(於行功之際，手掌膚色會整個變黑)。最後在玄武門之變中，同遭雙龍、跋鋒寒與侯希白四人圍剿襲殺，最後死於跋鋒寒射月弓勁箭之下。
與董淑妮生有一子，後人在《盛唐三部曲》中出現。

#### 陰癸派
- 「陰」祝玉妍

魔門「陰」，陰癸派掌門人，魔門八大高手位列第一，徒弟為婠婠。曾與石之軒相戀，但也因此無法臻至天魔大法最高境界，最後不惜使出玉石俱焚爆體而亡，但仍殺不死石之軒。與「霸刀」岳山有一女，即東溟夫人單美仙。
- 婠婠

魔門陰癸派繼承人，武功高強，心狠手辣，為令魔門統治中土而不惜一切。年紀輕輕，卻是陰癸派有史以來最強傳人，與慈航靜齋傳人師妃暄展開激烈競爭。兩人功力相若，心智武功均冠絕當代，又同為絕世美女，而且背負正邪兩道最大門派歷史使命，競爭之激烈可想而知。後借助(實為算計)徐子陵長生真氣，終使天魔大法得以大成。玄武門之變前夕，與韋憐香等魔門諸系的聯合密謀奪權大計失敗後，由李世民下令放逐出境，由徐子陵等人護送。貞觀十年應徐子陵當年十年後邀約，帶明空出現在長安雪花迷濛的街巷深處。
屢屢威脅主角寇仲、徐子陵生命，並對徐子陵暗生情愫。最後雖無法殺死李世民顛覆大唐，但有徒弟（女兒）明空，正是一代女皇武則天，終於得償權傾天下夙願。當明空稱帝後，因太思念徐子陵，最後坐化。
- 「雲雨雙修」辟守玄

祝玉妍的師叔，在派內地位甚高，親傳徒兒林士弘更青出於藍。
- 「魔隱」邊不負

祝玉妍的師弟，為人貪花好色，與癖好相似的席應交好。曾經姦污祝玉妍親女單美仙，生下女兒單婉晶。和安隆有宿怨，曾針對天心蓮環創出名為魔心連環的武功。後遭婠婠攻擊廢其左臂。最終則因跋鋒寒不負單婉晶之托，被襲殺於其劍下。
- 聞采婷

陰癸派元老之一，專攻媚功幻術，控制數名面首為己效力，和滅情道的尹祖文暗中有往來。
- 雲長老

陰癸派元老。
- 霞長老

陰癸派元老。
- 韋憐香

祝玉妍的師兄，實力足可排入邪道八大高手的強者，受命淨身入宮潛伏，因而少為人知，臥底在隋文帝、隋煬帝跟李淵身邊，替派內提供情報。根據日月當空其徒胖公公所述，是用毒高手。
- 「銀髮豔魅」旦梅

祝玉妍座下四魅之一，但武功地位都不及其他元老人物，曾撫養婠婠長大。
- 白清兒

祝玉妍之徒，是婠婠的師妹，以襄陽城主錢獨關之妻的身份為掩飾。在祝玉妍死後，為聞采婷、邊不負力挺為取代婠婠的人選，在許開宗幫助下，結合滅情道和陰癸派兩方的秘訣練成失傳近百年的奼女心法，並用來重創李淵。
- 榮姣姣

大明尊教妙風明子，以名義上為榮鳳祥親女，並且經他推薦拜師祝玉妍，但只是祝玉妍和老君觀合作的中間人，因此並未獲得陰癸派高深武學。
- 林士弘

史實人物，稱霸江西、廣東的一方霸主，乃是辟守玄之徒，武功青出於藍更勝師尊許多。
- 「惡僧」法難

地階弟子，本是江南大盜，無惡不作，受派中命令和「青蛟」任少名合作設立鐵騎會支援林士弘。
- 「豔尼」常真

地階弟子，法難的女人，絕技為銷魂綵衣，受派中命令和「青蛟」任少名合作設立鐵騎會支援林士弘。
- 「雙刀」錢獨關

表面上是漢水幫的龍頭老大，真實身份卻是陰癸派弟子，在隋煬帝死訊傳來，錢獨關聯合當地富紳及幫會掌控襄陽城，暗地為陰癸派擴充勢力。
- 「金银枪」凌风

錢獨關的左右手，慣用一對金银短枪，和陰癸派有密切關係。
- 「胖煞」金波

錢獨關的左右手，慣用长铁棍，和陰癸派有密切關係。
- 季亦農

南陽陽興會的首領，實際上是陰癸派弟子，為陰癸派控制南陽的計畫掀起偌大風波，結果卻讓朱粲得利。
- 「河南狂士」鄭石如

岳山舊友鄭漢堂之子，在父親被陰癸派害死後心懷復仇之意，和陰癸派虛與委蛇，並裝作迷戀白清兒，陰癸派也有意利用其政治經濟的才能管理襄陽，在尋獲真愛鄭淑明後抽身退隱。
- 白小裳

陰癸派中負責和香家進行錢銀上往來的人員，因和香家部屬韓澤南相戀懷孕，後生有一子名小傑。韓、白二人一同攜子叛逃，一度遭到惡僧、豔尼追殺，獲徐子陵化身的弓辰春出手相救，後隱遁巴東生活，直到再遇徐子陵時，方揭露身份，並助其打倒香家。
- 明空

故事結尾後記貞觀十年登場的一位八、九歲的可愛小女孩，真實身份為數年長大後，代唐自立的一代女皇:武則天。喚婠婠為娘，為婠婠所收的女弟子。應婠婠囑咐，轉送一籃鮮果給徐子陵。

#### 魔相宗
- 「魔帥」趙德言

歷史人物，邪派八大高手排名第三，以漢人身份出任東突厥國師，武功極高逼得畢玄在試招時用上炎陽奇功方將他擊敗，其人足智多謀且是攻城專家，深受頡利信任，練有「歸魂十八爪」、「百變菱槍」(兵器)等武功。與梁師都皆師從長孫晟門下。突厥聯軍之役無功北返前夕，不知所終。
- 梁師都

歷史人物，隋末軍閥之一，和劉武周齊名為「鷹揚雙將」，表面雖以鷹揚派為掩護，真實身份卻是趙德言的師弟，本為隋室武將，在楊廣避往江都後轉而依附突厥，佔領弘化、延安等郡，曾先後多次南侵，都給唐軍擊退。

#### 滅情道
- 「天君」席應

邪派八大高手排名第四，曾先後和「霸刀」岳山、「天刀」宋缺交手。因遭「霸刀」岳山擊敗，趁其外出誅殺岳家一干老小；後則被宋缺千里追殺而逃亡西域，在練成紫氣天羅後席捲重來，甫再回中原不久就被徐子陵擊殺。
- 尹祖文

歷史人物（真名尹阿鼠），李淵妃子尹德妃之父，「天君」席應的師弟。以國丈之尊照拂魔門旁支勢力，引魔門勢力進入李唐，實力不下邪派八大高手中人，但一向低調不為外人所知。善「七針制神」、「千里索魂」等七大邪術。
- 許留宗

滅情道高手，以針術助白清兒練成奼女心法，賭術頗高，擅長搖骰。

#### 天蓮宗
- 「四川胖賈」安隆

邪派八大高手排名第五，四川豪商，所屬商鋪名為合興隆。身材極為肥胖，有時常到浴堂泡澡兼練功的習慣與嗜好，是邪王石之軒的追隨者，在撰寫不死印卷時立為傳法者，曾與西突厥、朱粲勾結，擅長天心蓮環，最後背叛石之軒，將不死印法的奧秘告知楊虛彥，後不知所終。
- 高矮二將

安隆的隨扈。
- 輔公祏

歷史人物，安隆的師弟，和他極為不合，離開師門後與杜伏威同為江淮軍領導人物，後與左遊仙聯合背叛，擁兵據丹陽。後遭寇仲、杜伏威聯軍攻破丹陽，於逃亡期間，死於杜伏威之手。

#### 老君觀
- 「妖道」辟塵

邪派八大高手排名第六，化身大商人榮鳳祥，繼上官龍之後擔任洛陽幫的幫主，掌握洛陽商業，更試圖進一步操控全國商家運作，卻被寇仲跟徐子陵破壞，之後又被寇仲重傷，而氣勢大失。雖然和陰癸派長期同盟，但暗中也和大明尊教有密切合作，曾經替大明尊教把榮姣姣跟上官龍安插至陰癸派中，後不知所終。
- 可風

老君觀安排潛伏在王世充身邊的奸細，曾配合李密的刺殺，對王世充做出偷襲，事敗後逃回老君觀。因擔任榮鳳祥的影武者，被寇仲、徐子陵所殺。

#### 道祖真傳
- 「子午劍」左遊仙

歷史人物，邪派八大高手排名第七，練就子午罡、壬丙劍法，擅長劍罡同流之招。曾和假扮岳山的徐子陵在道左相遇，在石青璇暗中助徐子陵下被嚇退。後與輔公祏合作。輔公祐敗亡後被唐军所杀。

#### 邪極宗
- 「邪帝」向雨田

《大唐雙龍傳》小說裡的上一代魔門蓋世高手「邪帝」，魔门邪极宗主墨夷明的传人。为魔门中第一个修炼「道心种魔大法」成功的人，身具魔种，也在《邊荒傳說》中出現過。他從邪帝舍利中吸取元精，大幅延長性命。身具魔种，受情人万俟明瑶所胁，往边荒集刺杀燕飞，最后两人化敌为友，一同勘破生死之秘。為了不讓後人修練可能會改變性格的「道心種魔大法」，又要遵師門之命繼續傳承，只好收幾個品性薄情自私的徒弟，尤鸟倦、丁九重、周老叹、金环真，分别为逆行派、帝王谷、赤手教、媚惑宗传人。讓他們因爭奪「道心種魔大法」而無法外出作惡。为魔门两派六道中邪极宗掌门人，向雨田亦扮作練功失敗，讓後人不敢修練危險的「道心種魔大法」，實則自己破碎虛空而去，得道登天，位列仙班。
武功道心種魔大法是魔门奇书《天魔策》中记载魔門至高無上的魔功，强调由魔入道，在道心种魔种，奇诡绝伦。能夠把整個天地的精氣不住由自己的毛孔吸入體內，轉化作真元之氣，不住強化凝聚精神，這種奪天地造化，攫取宇宙精華的玄妙功法，只有成了道胎的魔體方可辦到。
- 「倒行逆施」尤鳥倦

邪派八大高手排名第八，「邪帝」向雨田的四名弟子之一，為人陰險卑劣，為爭奪邪帝舍利和同門翻臉，另創「逆行派」。
為搶奪邪帝舍利和三名同門一起為難石青漩，但爾虞我詐無法成事，一度和安隆聯手要對付席應、邊不負。後遭石之軒擊斃。
- 「大帝」丁九重

「邪帝」向雨田的四名弟子之一，為人高傲自負，長年穿戴象徵帝王的衣冠，為爭奪邪帝舍利和同門翻臉，另創「霸王谷」一派，自創出「五帝鐧三十八式」。
為搶奪邪帝舍利和三名同門一起為難石青璇，但又互相算計，後遭徐子陵殺害。
- 「赤手」周老嘆

「邪帝」向雨田的四名弟子之一，為人殘暴嗜殺，和金環真乃是夫妻，長年身披僧袍，卻無半點慈心，為爭奪邪帝舍利和同門翻臉，並遭陰癸派追殺而托庇大明尊教，另創出「赤手教」一派，練就名為「赤手」的魔功。
多年後為搶奪邪帝舍利和三名同門一起為難石青璇，但又互相算計而失敗，在石之軒奪走邪帝舍利後，表面上與師妃暄聯手追擊石之軒，暗地和大明尊教、趙德言合作要取她性命，卻被寇仲跟徐子陵破壞。
當石之軒吸盡邪帝舍利的元精後，趙德言為奪周老嘆夫妻所擁有的道心種魔大法秘訣而放任尹祖文對他們施下「千里索魂」的異術，在獲得寇仲幫助解除此術後，與金環真一起退隱。
- 「媚娘子」金環真

「邪帝」向雨田的四名弟子之一，周老嘆之妻，乍看仍是二八佳人，實際上年近不惑，過去周老方、周老嘆兄弟曾為爭奪芳心而兄弟失和。
在為爭奪邪帝舍利和同門翻臉後，一度遭陰癸派追殺而托庇大明尊教，另創出媚惑宗一派。多年後為搶奪邪帝舍利和三名同門一起為難石青漩，但又互相算計而失敗，在石之軒奪走邪帝舍利後，表面上與師妃暄聯手追擊石之軒，和大明尊教、趙德言合作要取她性命，卻被寇仲跟徐子陵破壞。
當石之軒吸盡邪帝舍利的元精後，趙德言為奪周老嘆夫妻所擁有的道心種魔大法秘訣而放任尹祖文對他們施下「千里索魂」的異術，在獲得寇仲幫助解除此術後，與周老嘆一起退隱。

#### 香家
附屬於魔門的外圍勢力，經營著遍佈全國的賭坊、青樓和人口買賣的勾當，替魔門提供錢財跟人才。
- 香貴

和雷九指齊名的賭界梟雄，平生僅敗於胡佛之手，號稱退隱卻仍隱藏在幕後操控整個香家的買賣運作，以巴陵幫為掩護建構出一個龐大的罪惡王國。在魔門裡原先是依附於陰癸派之下，但其人趨炎附勢，見到趙德言有突厥撐腰，便對陰癸派陽奉陰違，暗地和趙德言、尹祖文合作。
後在賭桌上敗給雷九指，加上李世民登基後的大力掃蕩，使香家的罪惡王國完全瓦解。最後自盡。
- 香富

香貴之兄，負責管理香家所有往來賬目，因他沉迷酒色，實際工作變成由副手韓澤南處理，香富只間中過問。韓澤南叛逃後，大量機密流於寇仲、徐子陵手中，終導致香家覆滅。
- 香花

香貴之妹，負責管理買賣的女子。曾對陰小紀施虐。
- 楊文幹

歷史人物，香貴長子，是香贵派往朝廷贴身侍候杨广，供应他在淫乐方面需求的人員，因而被杨广赐姓杨，甚至被傳說是舊隋貴族之一。後於長安創立京兆聯，武功修為頗為精深，因作亂威脅李淵而被剷除。最終於玄武門事變後，於武功城內，連同池生春與57名京兆聯惡徒齊遭逮捕，並由王玄恕手刃之，報其殺父之仇。
- 「神仙手」池生春

香貴次子，被香貴派往長安張羅賭業，由「過山鳥」溫玉勝手中贏得六福賭館，也負責和尹祖文、許留宗的合作事宜。曾千方百計要迎娶胡小仙，壯大香家在賭壇的勢力。後於玄武門事變後，在武功城內，連同楊文幹等人齊遭逮捕。
- 香玉山

香貴幼子，書中最大反派之一，由於深悉寇徐二人的個性，因此屢屢成功陷害寇徐二人。最後在投靠突厥後，拜趙德言為師。最後於突厥聯軍進犯中原期間，遭寇仲趁機誣陷，當場被趙德言擊斃，終於自嘗惡果。
- 「賭鬼」查海

香貴手下四大將之一，負責主持九江因如閣，暗中縱容「點石成金」賴朝貴四處詐騙。
- 韓澤南

其父為香家負責管理、紀錄所有往來賬目的主要經手人，身故後代其父繼續接手管理。由於長期目睹香家種種惡行，加上後來與陰癸派白小裳相戀，故選擇私下出走脫逃，逃亡期間碰到徐子陵，託其誅香為民除害，並將香家大量機密帳冊起出交與寇仲、徐子陵手中，終導致香家徹底覆滅。

### 佛門與道門

#### 慈航靜齋
- 梵清惠

慈航靜齋齋主，徒弟為師妃暄。雖然落髮為尼，但是天生麗質，也同樣是小說中的美女之一。年輕時曾與「天刀」宋缺相戀。
- 師妃暄

慈航靜齋當代傳人，曾在龍泉與徐子陵發生短暫而動人心弦的愛情。修行得《劍典》中的「劍心通明」的境界而超越梵清惠。支持李世民成為中土的領袖。有一徒端木菱。
- 碧秀心

慈航靜齋上代傳人，丈夫為石之軒，生有一女石青璇，母女均為簫藝大家。小說中的絕世美女之一，但是書中卻從未出現其人，曾是許多男性的夢中情人，其智慧又能與丈夫匹敵，並且令石之軒甘拜下風，儼然成為書中的傳奇人物之一。

#### 淨念禪院
- 了空

禪院住持，修練閉口禪多年，近三十年没有和人动過手，受師妃暄所託保管和氏璧，在和氏璧被徐子陵竊走後，自破閉口禪，後來為勸服寇仲放棄爭天下，和他以十招為賭，認敗回轉禪院。
- 不嗔

净念禅院四大护法金刚之首
- 不痴

净念禅院四大护法金刚之一
- 不贪

净念禅院四大护法金刚之一
- 不惧

净念禅院四大护法金刚之一

#### 四大聖僧
佛門絕頂高手，因為石之軒化身潛入佛門學得武技，而幾度聯手追殺，並且應師妃暄之邀和寇仲及徐子陵交手，希望寇仲退出爭霸天下。
- 嘉祥

歷史人物，出身三論宗，四大聖僧之首，擅長「一指頭禪」，曾收石之軒為徒。
- 智慧

歷史人物，出身天台宗，練有「心佛掌」。
- 帝心

歷史人物，出身華嚴宗，練有「大圓滿杖法」。
- 道信

歷史人物，禪宗四祖，擅長「達摩手」，曾收石之軒為徒。

#### 道教
- 「散人」寧道奇

中土第一高手，以散手八撲聞名天下，過去曾和「武尊」畢玄鬥成平手，擊敗南海派的晁公錯，應慈航靜齋三度追殺「邪王」石之軒，截擊寇仲，最後和宋缺決戰於淨念禪院，以兩敗俱傷告終。

#### 其他
- 真言

佛家山門護法，入寂前傳授徐子陵「真言印诀」。

### 四大門閥

#### 宋閥
（根據地嶺南一帶，四大門閥排名第一）
- 「天刀」宋缺

宋閥閥主，天下第一刀，與「武學三大宗師」齊名的絕世高手。但其實力比「三大宗師」、「邪王」石之軒、「陰后」祝玉妍有過之而無不及。在與「散人」寧道奇一戰中，本能斬殺寧道奇，因故得知梵清惠與其約定不可殺死自己而手下留情。
除了是受人景仰的武林傳奇與博學多聞之外，亦是名聞遐邇的軍事戰略家，深為寇仲、李世民、沈落雁等戰略家所推崇。在寇仲著眼攻克南方各地時在嶺南集結兵力以助寇仲統一天下。於寇仲退守天城峽時率軍來援，逼得李世民退兵。
育有二女一男，曾與慈航靜齋齋主梵清惠相戀，但未能結合。
外表英俊，為專注刀道，特意娶醜女為妻。
- 宋師道

宋缺獨子，是閥中主和派，不希望以宋閥馬首是瞻的俚族勢力因自家枯榮付出無辜性命。與寇仲、徐子陵頗為交好，愛上他們的義母傅君婥，甚至為此保護其師妹傅君瑜回到高句麗，因而被拜紫亭擒為威脅雙龍的人質。最後因雙龍和商秀珣邂逅，進而相戀。據《日月當空》，宋師道和商秀珣婚後共有一子兩女，其中兒子名為宋名文。因宋師道和商秀珣均為獨子獨女，為了兩姓傳承，宋名文的獨生女兒姓商而非姓宋。
- 宋玉華

宋缺長女，嫁給「武林判官」解暉的獨子解文龍，締結宋閥和獨尊堡的姻親同盟。
- 宋玉致

宋閥大家閏秀，為閥主宋缺的幼女，對小說主角寇仲是又愛又恨，愛的是他的勇武坚毅，从不畏惧挑战，但恨的卻是認為他是利用自身門閥氏族的力量作為一場政治聯姻，因此對寇仲誤解甚深。後當寇仲放棄爭天下以換取佳人芳心，終於全心全意的愛上寇仲。李世民登位後，與丈夫一起返回宋家山城定居。
- 「地劍」宋智

宋閥第二號人物，宋缺二弟，是閥中主戰派，乃天下有数的用剑高手，亦以智计名著江湖，希望建立一个以南人为主的皇朝，一直招募兵员，进行种种训练和做战争的准备功夫，並从事各式暴利买卖。後因不滿寇仲、宋缺支持李世民，故藉由大儒王通轉述於李淵，間接洩漏李世民與寇仲的私下合作協議，東窗事發後，遭宋缺限禁居所，並褫奪兵權。
- 「銀龍」宋魯

宋缺三弟，生有一把美髯，跟嬌妻柳菁，多年來都十分照拂寇仲跟徐子陵兩人，一套自創的銀龍拐法名傳江南。
- 宋邦

宋缺率軍支援寇仲時出場的宋家年輕高手。
- 宋爽

宋缺的表弟，宋缺率軍支援寇仲時出場的宋家高手，曾與宋玉致參加竹花幫會議。
- 宋法亮

宋缺率軍支援寇仲時出場的宋家年輕高手，曾率眾攻陷瀘川，代表宋閥往四川擴張勢力。
- 宋杰

曾隨宋玉致到洛陽的人員，負責接待寇仲。

#### 宇文閥
「魏」（根據地河北魏縣、陳留一帶，四大門閥排名第二）
- 宇文傷

宇文閥主，宇文化及叔叔。書中著墨極少，武功蓋世，「冰玄勁」臻於爐火純青之化境，傳說實力足以與「天刀」宋缺比擬，卻潛心武道，不涉官場，樂以江湖人自居，隨宇文士及投奔李閥後，因為和李淵交情甚篤，遂成為李淵的親信高手，負責保護李淵。
- 宇文化及

歷史人物，是隋煬帝禁軍統領，宇文閥二號人物，閥主以外唯一練成「冰玄勁」的異數，承袭乃父宇文述许国公的爵位，官拜右屯卫将军兼京城总管。為了《長生訣》而不斷追殺兩名主角，為兩名主角的仇人，在殺死楊廣後一度自立為帝，卻屢戰屢敗，大魏滅國後，和愛妃貞妃殉情而死。
- 宇文成都

宇文傷之子，宇文化及堂兄弟，宇文阀四大高手之一，排名只在宇文化及之下。與寇徐二人曾因搶奪東溟派帳本交手過，因暗殺寇徐二人好友崔冬而結仇。在梁都攻防戰中由寇仲所殺。
- 宇文無敵

宇文傷之子，宇文化及堂兄弟，宇文阀四大高手之一。因擊殺寇徐二人愛馬導致雙方結怨，在梁都攻防戰中由寇仲斬殺。
- 宇文智及

歷史人物，宇文化及之弟，虽不入宇文阀四大高手之林，但却数他最高深莫测，精于木士营造，故作了杨广的少监，江东城北的归雁宫、回流宫、松林宫等蜀岗十宫，都是他监督建造的。在大魏滅國後，投奔竇建德。
- 宇文仕及

歷史人物，宇文化及之弟，宇文阀四大高手之一，娶了杨广之女南阳公主为妻，是隋室的驸马爷，因和李淵是舊友，在大魏滅亡前夕攜家眷投奔李唐。

#### 獨孤閥
（根據地洛陽，後投李唐，四大門閥排名居末）
- 獨孤峰

獨孤閥主，尤楚紅之子，武功實力不及乃母。隋滅後，與王世充爭奪洛陽。洛陽城陷後，獨孤家投向李唐。
- 独孤盛

歷史人物，獨孤閥第二號人物，杨广的护驾高手，被宇文化及所殺。
- 獨孤霸

尤楚紅之子，獨孤峰之弟，實力不及乃兄。出了名的貪花好色，曾意圖非禮沈落雁，遭徐子陵後襲未能得逞，最後在洛陽時由沈落雁所殺。
- 獨孤策

獨孤峰之子，曾經是巨鯤幫主雲玉真的情人，書中著墨極少。
- 獨孤雄

獨孤閥好手，功底扎实，武功走沉雄刚劲的路子，被調往江都保護楊廣。
- 獨孤鳳

應是獨孤峰之女，獨孤閥第二高手，武功高強，其劍法連初期的跋鋒寒也難以抵擋。暗戀由寇仲假扮的醜神醫莫一心，因此連自己也未能搞懂自己心意。
- 尤楚紅

獨孤峰之母，獨孤閥真正的第一高手，在六十歲時棄劍用杖，另創出披風杖法，連內力也改以修練十二正經為主，她和王薄頗有交情，雖已年老但實力仍不容小覷，曾為和氏璧和寇仲、徐子陵及跋鋒寒鬥上一場。雖然與寇徐二人有過節，但由於寇仲假扮神醫莫一心期間曾治好睏擾尤楚紅多年的舊疾，因此雙方最後也言歸於好，在投效李閥後成為李淵的親信高手，負責保護張婕妤。

#### 李閥
（根據地關中一帶，四大門閥排名第三）
- 李淵

歷史人物，李閥之主，雖重情重義，但性格薄弱、貪圖享受，沉迷美色，然武功卻頗為高強，和「霸刀」岳山交情很深。因為傾慕碧秀心，對石之軒及魔門十分仇視。
對繼承人該選李建成還是李世民取決不定，導致李唐內部動亂不休。
- 李建成

歷史人物，李淵長子，本為太子，因李世民受到慈航靜齋支持而心生忌憚，聯合妃嬪在李淵面前替自己說好話，勾結突厥人，最後於玄武門之變，欲作最後掙扎，終死於麻常所率領下的三千精銳部隊箭下。
- 李世民

歷史人物，未登帝位前受封秦王，掌管天策府，為李唐第一將領，但因與親兄弟李建成、李元吉互爭皇位而明爭暗鬥。
小說前期與主角寇仲徐子陵為萍水之交，中期與寇仲的少帥軍為爭奪天下的對手，後與寇仲化敵為友、共謀大事。在玄武門之變中大義滅親手刃其親兄弟，登皇位，是為唐太宗。
- 李元吉

歷史人物，李淵三子，受封齊王，在李淵三個兒子中武功最高，在帝位爭奪中傾向李建成，但也有自己的野心，和魔門暗中有勾結，善用長槍，槍名為裂馬槍。在玄武門之變時，聯合魔門發難，計畫失敗後被韋憐香與婠婠殺死。
- 李秀寧

歷史人物，史稱平陽昭公主，但在書中賦予其姓名，李世民之妹。是寇仲初戀的對象，但與柴紹相戀，因此直接刺激寇仲出人頭地的願望，誓要爭天下與李世民一決雌雄。史實記載於玄武門之變前就已經去世。
- 柴紹

歷史人物，李秀寧的情人，後為其夫，文武雙全，乃她良配，使愛慕李秀寧的寇仲十分吃醋。
- 李神通

歷史人物，乃李淵的堂弟，也是李阀第一高手，李世民等李家子姪皆稱他二叔，善用一種似戈似戟的兵器。曾經參與圍殺寇仲，並和竇建德交戰落敗，在玄武門之變時支持李世民。
- 李南天

外號「老猴兒」，李閥內元老級高手，乃是李淵的堂兄，擔任其近衛，外型有若皮包骨，內功已臻登峰造極境界，屬於杜伏威、李密那一級的高手。
- 李孝恭

歷史人物，李淵姪兒，正式指挥李淵亲兵的首領，为人英明果断，在宫内有很大的威信，在玄武門之變時支持李世民。
- 尹德妃

李淵三寵妃之一，李唐後宮妃嬪黨之首，暗中支持以李建成為首的太子黨，其父尹祖文為魔門滅情道高手。
- 張婕妤

李淵三寵妃之一，曾遭楊虛彥為替董淑妮爭寵，欲下毒加害之，後恰逢寇仲喬裝的神醫莫一心為其成功解毒醫治。

###### 直屬高手與大臣、部將
- 裴寂

歷史人物，外號「忘形扇」，李淵親信近臣，曾與謀逼迫李淵反隋，傾向太子黨，疑為魔門中人。
- 劉文靜

歷史人物，李淵親信近臣，曾與謀逼迫李淵反隋，傾向天策府，因而被李淵賜死。
- 竇威

歷史人物，李閥外戚，以重铁杖為兵器，武功走大开大阖的路子，擅于硬拚，曾保護李秀寧前往飛馬牧場。
- 李綱

歷史人物，李閥文臣，为人精明，善用双剑，但武功不高，曾保護李秀寧前往飛馬牧場。
- 歐陽希夷

成名数十年的高手，在江湖上辈份极高，和寧道奇及王通都是好友，善使剛猛功夫，以一手沉沙劍法聞名武林，招式专讲气势，置诸於死地而后生，胜败决于数招之内。曾因交情幫助王世充，因此和寇仲、徐子陵結識，在王世充與寇徐兩人反目後，不恥其為人而離開，後來因師妃暄遊說改幫助李閥。
- 顏歷

「矛妖」顏平照之子，近年在关中闯出名堂，因為父親和李淵交情甚篤，故投效李閥為李淵出力，但暗地與楊虛彥、烈暇勾結。
- 褚君明、花英

外號「神仙眷屬」，擅长联手作战，成名足有五十年。与欧阳希夷、王通等同辈，是白道举足轻重的人物，性爱游山玩水，在一地从不停留超过一年。
- 封德彝

歷史人物，本為隋室重臣，後投降李淵，表面上效忠李閥且偏向太子黨，實是宋缺的內應，因而在寇仲、徐子陵化身潛入長安時多方照拂。
- 常何

歷史人物，玄武門守備，和寇仲化名的神醫莫一心交情甚佳，成為玄武門之變功成的主因。
- 劉政會

歷史人物，工部尚書，與常何為莫逆之交，且和寇仲化名的神醫莫一心交情甚佳，鍾愛建築學，於寇仲至長安尋找楊公寶庫，從旁間接幫助不少。
- 劉弘基

歷史人物，長安城衛統軍，與殷開山同為城衛系統的兩大指揮將領，因寇仲的曉以大義，加深自己欲助李世民的決心，亦成為玄武門之變功成因素之一。

###### 太子黨
- 薛萬徹

歷史人物，長林軍中堅人物，善用銅棍，才智、武功，在李建成的太子系集团中，均属上上之选，在玄武門之變失敗後，向李世民投降。
- 馮立本

長林軍武將，善用長劍，武功比薛萬徹略遜一籌，在玄武門之變失敗後，向李世民投降。
- 符真

王薄的師弟，外號「長白雙凶」，符彥之兄，賦性驕橫狂妄，善用矛斧，早與師兄王薄反目而入關投靠李密，十分善長追蹤之術，這方面的本領更勝瓦岡寨的鄭蹤。在李密倒台後，改投李閥為李元吉效力。
- 符彥

王薄的師弟，外號「長白雙凶」，符真之弟，賦性驕橫狂妄，善用啄劍，早與師兄王薄反目而入關投靠李密。在李密倒台後，改投李閥為李元吉效力。
- 秦武通

歷史人物，外號「雷霆刀」，歷史人物，唐廷的著名猛將，一手雷霆刀法名震漠北，與天策府的龐玉、尉遲敬德等人齊名。
- 丘天覺

身穿黑衣，慣用長槍，乃李建成的寵將，武功尤在秦武通之上，乃關中本地崛起的年輕高手。
- 爾文焕

歷史人物，長林軍校尉，身材健硕，貌相凶顽，一副好勇斗狠的模样，曾敗給徐子陵。
- 喬公山

歷史人物，体型略為矮胖，长有短须，但手足粗壮，左右太阳穴高鼓，显是内外精修的好手，武功不在尔文焕之下。
- 金大桩

關中第一大派:隴西派的掌門，效忠於李元吉。
- 刁昂

外號「柳葉刀」，關中第一大派隴西派掌門金大桩手下三大高手之一，在關中無人不曉，卻被寇仲三招擊敗。
- 衛家青

外號「剑郎君」，關中第一大派隴西派掌門金大桩手下三大高手之一，长相风流潇洒，曾敗給徐子陵。
- 谷駒

外號「齊眉棍」，關中第一大派隴西派掌門金大桩手下三大高手之一。
- 宇文寶

長林軍武將，李元吉的護軍。後於玄武門之變前夕，見大勢已去，向李世民投降。
- 魏徵

歷史人物，原屬於瓦岡寨，太子黨文臣，是李建成的重要謀士，更助他平定劉黑闥，後改投李世民，成為一代名相。

###### 天策府
- 李靖

歷史人物，故事中設定原為杜伏威軍下的小兵，創出「血戰十式」，而後更傳授與寇徐二人。得素素青睞，但鍾情於紅拂女，也因此初時與寇徐決裂。後入秦王天策府，是秦王底下第一高手，並且與寇徐二人冰釋往日誤會。
- 紅拂女

原出於《虯髯客傳》。在書中是名武功高強、擅使紅拂的女子，曾照顧受傷的李靖，也因此相戀進而共結連理，但也傷害到暗戀李靖的素素。李靖投效天策府後，夫妻二人共同效力於秦王，巾幗不讓鬚眉。
- 长孙无忌

歷史人物，李世民新招募的高手，在北方赫赫有名的年青高手，常以玉簫當兵器和人交手，數次參與圍攻寇仲、徐子陵，曾在單挑中敗給可達志。
- 尉迟敬德

歷史人物，李世民新招募的高手，在北方赫赫有名的年青高手，以长两丈三尺的歸藏鞭為兵器，曾和有「鞭王」美譽的王薄交手後僅輸一招，數次參與圍攻寇仲、徐子陵，曾在單挑中敗給可達志。
- 龐玉

歷史人物，劍法十分高明且頗有智計，數次參與圍攻寇仲、徐子陵，自創的太虛錯手，威力不下劍法，曾和伏騫單挑卻落敗。
- 段志玄

歷史人物，天策府高手之一，乃是關中劍派的大師兄。
- 罗士信

歷史人物，天策府高手，善使刀，一度投效王世充，後降李閥，曾在慈澗之戰和寇仲、王世充的兵馬交戰。
- 史萬寶

歷史人物，天策府高手，善使矛。
- 劉德威

歷史人物，天策府高手，善使棍。
- 侯君集

歷史人物，天策府高手。
- 秦叔寶

歷史人物，本為隋軍武將，因打賭輸給沈落雁而投效瓦岡寨，武功、兵法皆頗為出色，善用雙鐧，和寇仲、徐子陵有段交情，曾暗戀呂梁派千金多年。在李密失勢後，一度投效王世充，後在寇仲幫助下以保護突利回國為名，轉投李世民。
- 程知節

歷史人物，原名程咬金，善用雙斧的瓦岡寨猛將，和秦叔寶是好友，在李密失勢後，一度投效王世充，後在寇仲幫助下以保護突利回國為名，轉投李世民。
- 房玄齡

歷史人物，天策府重要謀臣，被李世民任為參軍，所有表章文書、軍令摺奏、均由他一手包辦。且此人最擅於籌策作戰需要的工作，凡籌措裝備、糧秣器械，均井然有序，雖未能在戰場上殺敵制勝，但對成敗卻起著關鍵性的作用。
- 杜如晦

歷史人物，天策府重要謀臣。

### 各方群雄

#### 瓦崗軍（根據地滎陽一帶）
- 翟讓

歷史人物，原瓦崗軍起義首領，後遭部下李密密謀偷襲重傷而死，致使原部下對李密產生不滿，種下日後瓦岡軍內部分裂之因。
- 李密

歷史人物，瓦崗軍將領，在隋末群雄爭霸時是天下聲威最盛的軍事家，精通地煞拳的絕技，與一眾手下密謀殺害首領翟讓，成為瓦崗軍共主。偃師之役中，被寇仲以少數兵力大敗，從此一蹶不振，降唐後意圖叛變，遭李淵設局殺害。
- 李天凡

李密獨生子，個性陰險，曾率眾意圖在飛馬牧場伏殺李秀寧，結果被寇仲破壞。和宋玉致有過婚約，在李密兵敗婚約自動解除。
- 沈落雁

瓦崗軍的首席軍師，是「蒲山公」李密的心腹大將，並且籌劃計謀助李密成為瓦崗軍共主。人如其名，具有沉魚落雁之姿，卻是智謀過人、擅使手段，必要時絕對毫不留情，因而得「蛇蠍美人」之稱。李密雖然在她的協助下成為威名最盛的軍事家，但在偃師之戰敗給寇仲便一蹶不振，不久後降唐，令沈落雁心如死灰，空有抱負而無從施展。
出生富戶，深諳兵法、謀略之道，亦是名武功高手，家傳「奪命簪」乃必殺絕技。隋末，投效瓦崗軍，與未婚夫徐世勣視李密為真命天子，輔佐李密成為天下聲威最盛的軍事家，並且締造不敗神話。後巧遇寇仲與徐子陵，欲攬其為己用，遭拒，遂不擇手段務要撲殺二人，避免二人成為他人之將。
兩位主角逃出升天，並且潛入滎陽找尋義姐素素，仍被沈落雁發現。此時李密恰好發動兵變，弒瓦崗軍大龍頭翟讓，自己成為瓦崗軍共主，寇徐三人躲避追殺逃出滎陽。隋煬帝遭弒後，李密敗宇文化及軍，並且準備進攻東都洛陽。
後寇仲說服王世充令其領兵作戰，赴偃師助楊公卿抵抗瓦崗軍進攻。沈落雁佈下種種惑敵之計仍被寇徐二人識破，寇徐採前後夾擊之計夜襲瓦崗軍，李密不敗神話破滅。不久李密投降李唐，沈落雁的未婚夫徐世績被賜姓李，為秦王李世民重用。沈落雁心知李密再無東山再起之日，遂履行婚約，甘作李家婦渡過餘生。
雖然與徐世績有婚約關係，但因屬政治性的聯姻，彼此感情並不睦。與跋鋒寒、侯希白皆為知心好友，鍾情於徐子陵，但徐子陵仍是不為所動，令沈落雁深感無奈。
- 李世勣

歷史人物，原名徐世勣，瓦崗軍將領，李密心腹，沈落雁的未婚夫。在李密降唐後被施與離間分化計，深為秦王李世民所器用，天策府中與李靖齊名。
- 王伯當

歷史人物，一手雙尖軟矛招數精奇，曾玷辱素素，後隨李密降唐，在李密死後倒向獨孤閥。
- 單雄信

瓦崗將領，李密兵敗後，降於王世充。洛陽包圍戰期間，同跋野綱、郭善才，率王世充十多名外姓重要將領，歸附少帥軍。後死於洛陽突圍戰一役。
- 邴元真

瓦崗將領，李密兵敗後，降於王世充，洛陽突圍戰一役少數成功逃離的大鄭將領，後投靠少帥軍。
- 翟嬌

翟讓獨女，在翟讓遇害前得宣永等部將保護而未受害。父親死後，一改往日驕蠻性格，在樂壽經商，創義勝隆商行，並成為東北地帶著名的行商。
- 屠叔方

瓦崗軍老將，效忠於翟讓與翟嬌。練就十二路擒拿手。後追隨翟嬌至樂壽創義勝隆商行。
- 方素素

瓦崗軍大小姐翟嬌的侍婢，與主角二人建立深厚感情，視兩人為弟弟。暗戀李靖未果，遭李密部將王伯當玷辱心灰意冷，後在雲玉真的陰謀安排下嫁給香玉山，最後鬱鬱而終。育有一子，名為方陵仲。
- 楚楚

瓦崗軍大小姐翟嬌的侍婢，長相甜美，因一場雪球嬉戲，與寇仲互相產生情愫。曾為寇仲赴塞外前夕，親自縫製一件羊皮大依，最後成為寇仲妻妾之一。
- 任俊

瓦崗軍大小姐翟嬌的隨從，個性機靈，頗具習武天賦。後由翟嬌挑選給予寇仲、徐子陵至塞外加以鍛鍊。曾於寇仲、徐子陵、雷九指主導的誅香大計中，在長安扮演典當業老闆:司徒福榮一角。後與彤彤相戀。

#### 江淮軍（根據地丹陽[需要消歧义]、歷陽長江下游一帶）
- 「袖裡乾坤」杜伏威

歷史人物，江淮軍首領，輔公祐的結拜兄弟。曾與寇仲、徐子陵為敵，後為兩人之乾爹。武藝高強，性格多謀陰狠，但對兩位義子卻是關懷備至。著名武術為「袖裡乾坤」，於寬長的大袖裡藏了一對護臂。因師妃暄遊說降唐，後因鄙視李淵誅殺李密一事，加上宋缺公開力挺寇仲少帥軍，故進而公開表態所屬江淮軍全力支持少帥軍。
- 陳盛

頗得杜伏威看重的將領，此人勇猛擅攻，尤精水戰，因此被寇仲挑選為刺殺目標，挑起江淮軍跟沈法興的劇烈衝突。
- 輔公祏

歷史人物，魔門高手安隆的師弟，和他極為不合，離開師門後與杜伏威同為江淮軍領導人物，後與左遊仙聯合背叛，擁兵據丹陽。後遭寇仲、杜伏威聯軍攻破丹陽，於逃亡期間，死於杜伏威之手。

#### 鄭（根據地洛陽一帶）
- 王世充

歷史人物，與寇仲為競爭對手，但因為李唐勢力擴張嚴重威脅其勢力，不得不與寇仲合作，本身為大明尊教上一代原子。在小說裡有兩個兒子，王玄應與王玄恕。為人善變、猜忌心重且居功自傲，用人唯私，在擊敗李密瓦崗軍前尚能克制，在偃師之戰後露出本性，開始大封宗親貴族又冷落異族，且看不慣寇仲功高震主，遂下殺機，累得洛陽失陷，使麾下將領各各心灰意冷。後降於李唐，於前往關中途中，遭楊文幹、楊虛彥設伏殺害，並殺盡當下所有隨行的王氏宗族成員。
- 王玄應

歷史人物，王世充長子。標準的紈袴子弟，個性軟弱無能、貪生怕死，嫉妒寇仲的能力，因此常不停的羞辱寇徐二人。最後王氏一族除王玄恕跟隨寇仲外，其他人皆在降唐後遇害。
- 王玄恕

歷史人物，王世充次子。與大哥王玄應不同的是性格謙虛，而且非常佩服寇仲，由於是惟一與寇仲關係良好的王世充直系親屬，所以當李唐大軍壓境，王世充派他向寇仲求援。
當李唐攻克王世充的洛陽後，王玄恕是唯一一個跟隨寇仲逃離洛陽的王姓子弟，最後成為少帥國的一員，與陰顯鶴之妹陰小紀相戀。
- 董淑妮

王世充姪女，與榮姣姣並稱洛陽雙艷，鍾情楊虛彥，後王世充以政治婚姻將之嫁與李淵，成為李淵三寵妃之一，封貴妃，入宮前懷有楊虛彥之子。為人只顧自身利益，個性刁蠻善變。在李淵退位後定居洛陽
- 張鎮周

大鄭國鎮國二將之一，與楊公卿同為國內最高領導將領。因不滿王世充大封親族與孤立舊將之舉，後於王世充慈澗退兵期間，率眾歸降李唐。於洛陽包圍戰期間，秘密通信義勸跋野綱等外諸位姓將領離開王世充身邊。
- 跋野綱

王世充外姓部將，屬少數較受王世充信任的外姓將領之一，於王世充逼退寇仲退兵慈澗後萌生叛意，後同郭善才、單雄信，率王世充十多名外姓重要將領，歸附少帥軍。洛陽突圍戰一役，為僅存成功逃離之大鄭將領之一。
- 郭善才

王世充外姓部將，屬少數較受王世充信任的外姓將領之一，於王世充逼退寇仲退兵慈澗後萌生叛意，後同郭善才、單雄信，率王世充十多名外姓重要將領，歸附少帥軍。後死於洛陽突圍戰一役。
- 宋蒙秋

王世充外姓部將，屬少數較受王世充信任的外姓將領之一。大鄭亡國前，與郎奉為僅存仍追隨王世充的外姓將領。
- 郎奉

王世充外姓部將，屬少數較受王世充信任的外姓將領之一。大鄭亡國前，與宋蒙秋為僅存仍追隨王世充的外姓將領。

#### 夏（根據地山東、河北一帶）
- 竇建德

歷史人物，隋末軍閥之一，工匠出身。深具一個戰略家的大多數優點，豪氣干雲，但致命傷在於起義後無高手對戰經驗，導致容易驕矜自滿。最後敗於秦王李世民手下，遭齊王元吉於洛陽城外當眾殺害。
- 劉黑闥

歷史人物，竇建德部將，慣用單拐。寇徐二人的好友，暗戀素素，卻因曾被寧道奇評為活不過41歲而不婚娶。竇建德遭殺害後，號召竇建德舊部與李唐對抗，最終遭諸葛德威出賣，而遭李建成殺害，應驗寧道奇之言。
- 諸葛德威

歷史人物，外號「鐵扇子」，是劉黑闥的結拜兄弟，表面做人圆滑，其实性格阴沉。最後出賣劉黑闥投靠李唐，使劉黑闥被圍攻身亡。
- 崔冬

外號「門神」，善用雙鐧，武功和秦叔寶齊名，被宇文成都偷襲身亡。
- 邱彤彤

劉黑闥的得力助手，善用飛刀，負責在長安做情報收集事務。劉黑闥遇害後，蒙寇仲收留於少帥軍，後與任俊相戀。
- 张青时

竇建德帳下大將。
- 凌敬

歷史人物，竇建德手下頭號謀士，官職是国子祭酒。
- 刘彬

歷史人物，竇建德手下的中书侍郎。
- 虞世南

歷史人物，竇建德帳下的文臣。
- 欧阳询

歷史人物，竇建德帳下的文臣。
- 徐圓朗

歷史人物，本為山東任城一帶的起義軍首領，身材修长硬朗，举止从容，看人的目光总带着探询和审视的味儿，是有胆有色，智勇俱备的人物。敗給竇建德後成為其屬下，在竇建德死後一度降唐，後又隨劉黑闥叛唐起事而遭到唐軍殲滅。
- 孟海公

歷史人物，本為一方起義軍首領，敗給竇建德後成為其屬下，面相粗豪，神情严肃，很少露出笑容，對寇仲頗不客氣。

#### 吳（根據地江都一帶）
- 李子通

歷史人物，以九節鋼鞭為兵器，在隋煬帝被弒後即刻佔領江都，被杜伏威跟沈法興夾攻時，接受寇仲的計謀而能苟延殘喘，但最後仍然是被寇仲率少帥軍消滅。
- 李子雲

李子通胞弟，負責鎮守東海，其人有勇无谋，只好欺凌百姓，為防寇仲南侵，和李星元配合假投降的計策，結果反被寇仲識破，遭少帥軍奇襲破城，當場戰死。
- 李星元

李子通同鄉，沐阳守將，長得高大威武，在寇仲掌握下邳後，前往假投降，試圖一舉消滅少帥軍主力，卻被寇仲識破，反送出假情報，導致沐陽、東海兩地兵力遭少帥軍奇襲，當場戰死。
- 「坏鬼书生」童叔文

李子雲的副將，為人貪花好色，獻上假投降的計謀要消滅寇仲，卻反遭識破，導致沐陽、東海為少帥軍奪取，其人也在混戰中身亡。
- 左孝友

歷史人物，李子通部將，原為蹲狗山起义軍，聲名遠播，威风过一段日子，后来才降比他迟一年崛起的李子通，在鍾離之戰敗於少帥軍被擒後投降寇仲。
- 秦文超

李子通部將，年青威猛，典型山东汉子高大过人的体型，在左孝友投降少帥軍後，在他遊說下也向寇仲投誠。
- 白信

李子通部將，年青威猛，典型山东汉子高大过人的体型。

#### 梁（根據地巴陵一帶）
- 蕭銑

歷史人物，巴陵幫出身，原為巴陵幫二當家，密謀殺害上任幫主「煙桿」陸抗手後，取而代之。本身為人卻頗具氣度。與香玉山沆瀣一氣，共同設計寇徐二人，素素因此成為犧牲品，讓雙方結下不共戴天之仇，最後被李靖所滅。
- 蕭環

蕭銑之妹，個性風騷冶艷，甚有心計，曾鼓勵香玉山追求素素。
- 董景珍

歷史人物，蕭銑帳下大將，曾率軍进驻夷陵，聯合朱粲及三大寇對付飛馬牧場跟少帥軍，結果被寇仲以白文原為間諜潛入陣中生擒，導致聯軍瓦解。
- 張繡

歷史人物，蕭銑帳下的左路元帥，個子雖矮但頭顱卻特別巨大，目光卻是冷靜銳利得能洞察別人肺腑，武功尤在董景珍之上。
- 香玉山

書中最大反派之一，為人城府極深、狡詐，一肚子的陰謀詭計，善於藏身背後暗地操控算計他人，本身武功平平，屬智慧型反派人物。由於深悉寇、徐二人的個性，因此屢屢成功陷害寇徐二人。最後在投靠突厥後，拜趙德言為師，但被寇仲誣陷，當場被趙德言擊斃，終於自嘗惡果。
- 「大力神」包让

以横炼罡的武功聞名大江流域，从铁布衫的下乘外家硬功，练至别辟蹊径的上乘内家真气，是南方武林津津乐道的一个练功奇谭。生性暴戾，仇家遍地，是萧铣招募的五大好手中最強的一個。
- 「恶犬」屈无惧

原是肆虐粵东的马贼，因惹怒宋阀的高手，千里追杀下仅他一人孤身逃出，凶名直追包让，擅长兵器是一对名为“玄雷轰”的大铁锤。
- 「亡命徒」苏绰

用的是锯齿刀，雖不及包讓跟屈无惧，也是南方武林的好手。
- 「素衣儒生」解奉哥

以三十八招掩月剑法，被誉为南方后起一辈中最佳剑手，曾奉命保護香玉山。
- 「牛郎」祝仲

善使齐眉棍，自创的牛郎一百零八棍，变化万千，在南方武林名聲鵲起，曾奉命保護香玉山。

#### 迦羅國（根據地冠軍一帶）
- 朱粲

歷史人物，自號「迦樓羅王」，有一女朱媚，兩人皆凶暴嗜血。在冠軍定國都，後依附於洛陽王世充，最後仍然被李世民擊破。
- 朱媚

朱粲之女，外號「毒蛛」，听說已得朱粲九成真傳，為人狠毒，有許多男性情人，對男人生厭後，便反噬一口，務要置諸死地，曾試圖害死白文原。

#### 沈氏（根據地毘陵一帶）
- 沈法興

歷史人物，隋末軍閥之一，在群雄根據的時代中是以精銳的水師著名。寇仲征伐李子通時，遣陳長林神不知鬼不覺的攻下昆陵，與兒子沈綸皆伏誅。
- 沈綸

沈法興之子，當年欲染指陳長林之妻，江南才女夫幽蘭，於其新婚之夜，誣陷並率軍殺其全家，致使陳長林家破人亡，後遭寇仲與陳長林率軍攻下昆陵，與父一同伏誅。
- 沈法正

沈法興的堂兄，外號「攻心刃」。最擅攻心之术，沈法兴的崛起，受他幫助甚多。曾率眾圍攻徐子陵，試圖逼問楊公寶庫的秘密。
- 李昌恒

鄱阳派高手，乃是沈法興麾下的右锋将，曾參與圍攻徐子陵。
- 屠力

黃山派高手，乃是沈法興麾下的左锋将，曾參與圍攻徐子陵。
- 谢玉菁

沈法興帳下高手，被稱作「謝仙子」。
- 連凡

祈山派用鞭好手，成名絕技「流雲鞭」，鞭穴的独门手法被沈法正認為足可登上奇功絕藝榜。
- 連楚

祈山派用鞭好手，成名絕技「流雲鞭」，鞭穴的独门手法被沈法正認為足可登上奇功絕藝榜。
- 古俊

外號「長槍郎」，寇仲曾冒充他刺殺江淮軍大將陳盛。

#### 楚（根據地虔州一帶）
- 林士弘

歷史人物，隋末軍閥之一，稱霸江西、廣東的一方霸主，乃是辟守玄之徒，武功青出於藍更勝師尊許多。
- 崔紀秀

林士弘的國師，被讚作文武雙全，曾冒充海賊在嶺南打家劫舍，被寇仲追殺千里，結果被天刀宋缺斬殺。

#### 燕（根據地漁陽、北平一帶）
- 高開道

歷史人物，隋末軍閥之一，在北疆与“鹰扬双将”刘武周和梁师都齐名，武功高强。隋末时聚众起义，先后攻取北平、渔阳等郡，因為北连突厥，所以竇建德声势虽远胜于他，仍不敢对他轻言用兵。
- 张金树

歷史人物，高開道帳下幹將，曾和寇仲、徐子陵交談過一回，頗為愛惜狗兒。
- 丘南山

高開道為調查安樂慘案所委任的总巡捕，年约三十五、六，文质彬彬，白皙清瘦的脸上挂着笑容，表面看似是个文弱书生，實是一流的高手。

#### 梁（根據地弘化、朔方一帶）
- 梁師都

歷史人物，隋末軍閥之一，和劉武周齊名為「鷹揚雙將」，表面雖以鷹揚派為掩護，真實身份卻是趙德言的師弟，本為隋室武將，在楊廣避往江都後轉而依附突厥，佔領弘化、延安等郡，曾先後多次南侵，都給唐軍擊退。
- 梁舜明

梁師都之子，性格高傲，一向自视甚高，曾為沈無雙招惹杜伏威，絕招翔鹰剑法，以狠辣为主，重攻不重守，被杜伏威瞧破虛實，差點被他廢去下陰。
- 沈天群

庐陵武林名家，是梁師都的結拜兄弟，十分支持其政權。
- 沈乃堂

沈天群之兄，外貌頗為威猛，曾敗給杜伏威，認為他尤勝沈天群一籌。
- 沈無雙

沈天群愛女，和梁舜明相戀，因為不屑寇仲、徐子陵偷覷自己而暴起發難，引起杜伏威的怒火。

#### 劉武周（根據地馬邑、定襄一帶）
- 劉武周

歷史人物，隋末軍閥之一，和梁師都齊名為鷹揚雙將，以突厥為靠山起兵割據，被冊封為「定楊可汗」，在李淵進入關中後，以驍將宋金剛進軍太原，連敗裴寂、李元吉，所戰皆捷。在柏壁之戰敗於李世民的堅壁清野戰術後，棄并州，北奔突厥後被認為沒有利用價值而殺死。
- 宋金剛

歷史人物，劉武周帳下悍將，和寇仲及徐子陵有段交情，在李淵進入關中後，奉命進軍太原，連敗裴寂、李元吉，所戰皆捷。在柏壁之戰敗於李世民的堅壁清野戰術後，劉武周北奔突厥時勸說不可，卻不被認同，當劉武周被突厥所殺，一度逃出生天，卻仍被烈暇殺害。

#### 郭子和（根據地榆林一帶）
- 郭子和

歷史人物，隋末軍閥之一，當年集結地方士人殺郡丞王才，自立為永樂王，聯合梁師都、劉武周，北附突厥為靠山，後歸降李唐。

#### 西秦霸王（根據地隴右一帶）
- 薛舉

歷史人物，隋末軍閥之一，割據隴右的地方強豪，是李唐建立初期最主要的敵人，曾親率大軍攻打涇州，沿途縱兵掠虜，直殺至豳川、歧州附近，震動關中，卻忽遭楊虛彥刺殺而亡，使李唐危機瓦解。
- 薛仁杲

歷史人物，薛舉之子，在父親死後繼承其地位，最大的缺點就是賦性驕橫，与諸將不合，使西秦軍由盛轉衰，最後兵敗淺水源，被李世民擊敗身亡。
- 宗羅喉

歷史人物，薛舉帳下大將，素有智勇雙全之譽，曾连败唐军，军功赫赫，外表乃一独目中年大汉，善用關刀，辟守玄讚為天下用关刀第一，在薛仁杲敗亡後流落各處，一度為榮鳳祥所召，參與圍攻寇仲，結果反被寇仲重創。

#### 涼（根據地武威一帶）
- 李軌

歷史人物，隋末軍閥之一，原為河西地方著名豪紳，後起兵自立，建大涼政權，自稱河西大涼王，河西五郡盡歸旗下，後敗於李唐而亡。

### 外族勢力

#### 東突厥
- 「武尊」畢玄

塞外武功宗師，天下三大宗師之一，武功為「炎陽奇功」，年輕時善使月狼矛。体魄完美，性格如火，自負且驕傲，最後也是因此在突厥聯軍前敗給寇仲。
- 墩欲谷

歷史人物，畢玄之弟，武功十分高明，深受畢玄跟頡利信任。
- 顏回風

畢玄首徒，死於跋鋒寒之手。
- 拓拔玉

畢玄次徒，聲音不男不女頗為陰柔，年在二十五、六间，颇有点公子哥儿的味道，以一對飞挝當兵器迎敵，為人極重信諾。曾奉師尊命令進入中原向寇仲、徐子陵借閱長生訣，並和師妹淳于薇、北塞十八骠骑追擊殺害師兄的跋鋒寒。
- 淳于薇

畢玄第三徒，瓜子口脸，两颧各有一堆像星星般的小斑点，予人俏皮野泼的感觉，秀目长而媚，以沒有戶手的腰刀為兵刃，個性頗為俏皮輕狂，曾奉師尊命令進入中原向寇仲、徐子陵借閱長生訣，並和師兄拓拔玉、北塞十八骠骑追擊殺害師兄的跋鋒寒。
- 頡利可汗

歷史人物，東突厥大可汗，重用漢人趙德言為軍師。為人驕矜自大、好大喜功，以金狼軍威震塞外。
和突利的黑狼軍是死對頭，後來聯手進犯李唐，遭寇仲等人施以離間計退兵，訂下白馬之盟。
貞觀四年，李靖使「擒賊擒王」之計，分六路奇襲突厥牙帳，生擒頡利可汗，唐太宗被四方夷族尊為「天可汗」。（詳見陰山之戰）
- 突利可汗

歷史人物，外號「龍捲風」，善使槍法，東突厥小可汗，由於跋鋒寒曾搶奪突利未婚妻芭黛兒，因此結下仇恨。落難中原時，得寇徐二人搭救，三人結為好友。突利最後也與跋鋒寒前嫌盡釋。
- 可达志

歷史人物，突厥新一輩高手，與跋鋒寒齊名，在史書上他應是姓可達而非小說中所說姓可，持一把狂沙刀，練有狂沙刀法，奉頡利可汗之命依附于长林军，后在塞外与年纪相仿的扬州双龙结成至交。
- 趙德言

歷史人物，東突厥國師，漢人，在邪派八大高手中排名第三，綽號「魔帥」，乃是攻城專家，深受頡利信任，練有「歸魂十八爪」、「百變菱槍」、「七針制神」等武功。
- 芭黛兒

東突厥美女，原被欽選為突利的未婚妻，後來和跋鋒寒相戀，但兩人都因為有心結而不肯妥協，以分手收場。芭黛兒遂成為趙德言徒弟，希望向跋鋒寒報仇。但最後兩人仍是冰釋誤會，並且成功勸跋鋒寒打消決鬥畢玄的念頭。
- 康鞘利

歷史人物，經頡利安排臥底在突利身邊的人員，雖是頡利的手下，平時和突利卻交情頗善，智谋武功，均为上上之选，不在突利之下，勸說他追求蓮柔，導致突利身陷危境，後更與李元吉聯手追殺突利跟寇徐兩人。
- 跋鋒寒

突厥新一代最出類拔萃的劍手，馬賊出身。外貌俊偉，氣宇軒昂，生性開朗豪邁、桀驁不馴。與可達志齊名。與東突厥美女芭黛兒有過一段情感。
一心攀登武學顛峰，矢志戰勝突厥武學宗師「武尊」畢玄。原先雙手同使一刀一劍，因遭獨孤鳳劍斷其破天刀，後專使一劍。曾與寇仲、徐子陵於洛陽一同使用和氏璧助其三人改造自身經派，增進個人武學修為。
配劍名為「斬玄」，可知其堅定決心，後因遭畢玄首次擊敗，幾盡喪命，靠修練換日大法重生，武功大進，該劍因而易名「偷天」（偷天換日之意）。
從徐子陵手中轉獲箭大師的名作之弓：亡月弓。（後寇仲助箭大師誅殺仇敵，復其原弓名「射月」）；擅長隱匿、追蹤之術，且精通氣象觀測之術；此外獨創「人馬合一」之御馬騎術。其愛馬名為「塔克拉玛干」（死於洛陽突圍戰一役）。
因與兩位男主角不打不相識而結為過命之交，多次與雙龍度過危機，是全書中相當舉足輕重的一位人物。
曾於大漠百日練劍，以千锤百炼外加與畢玄兩次決戰之生死体验當中，所悟得並融合自己舊有武學基礎的「偷天劍法」。

#### 西突厥
- 統葉護

西突厥大汗，為拓展西突厥勢力，派國師雲帥前往中原，後暗中與李建成派系勾結。
- 雲帥

西突厥國師，以一身驚人的輕功身法冠絕天下，擅長豔陽刃法，和寇徐二人屢次爭鬥，使他們也因領悟到雲帥的步法而在輕功上有所突破，後來也一度和寇徐化敵為友。
- 蓮柔

雲帥之女，曾和安隆合作對付徐子陵、突利，武技、輕功都很出色。

#### 吐谷渾
- 伏騫

吐谷渾王伏允之子，原型是眾所皆知的虯髯客，擅使长矛，在战场上神勇盖世，同樣和寇徐頗有交情，曾經打敗龐玉，練有伏養氣功，不懼久戰。
- 邢漠飞

伏騫部下，在吐谷渾未逢敵手，本來惯用是箭和长矛，入中原后为方便才改用两把长柄陌刀，武功不在伏騫之下。

#### 鐵勒
- 「飛鷹」曲傲

來自鐵勒的武學宗師，敗給畢玄後頗為失志，絕學為凝真九變跟鷹變十三式，後與陰癸派聯手欲圖謀天下，因為寇徐刺殺愛子任少名而功虧一簣。最後在洛陽與跋鋒寒決戰中敗陣，退返鐵勒，不再踏足中原。
- 「白衣金盾」長叔謀

曲傲首徒，得其八成真傳，曲傲名震域外的三大绝技，唯他能全部贯通，武功足可跻身一流高手之列，慣用金盾當武器，因任少名之死曾數度率領師弟師妹圍攻寇徐兩人，在曲傲敗給跋鋒寒退回鐵勒後，隨他離開中原。
- 花翎子

曲傲的徒弟，曾隨師兄長叔謀參與多次行動，在曲傲敗給跋鋒寒退回鐵勒後，隨他離開中原。
- 庚哥呼儿

曲傲的徒弟，曾隨師兄長叔謀參與多次行動，在曲傲敗給跋鋒寒退回鐵勒後，隨他離開中原。

#### 龜茲
- 玲珑娇

西域龜茲美女，到中土乃是奉其母亲之命，向洛陽王世充报恩。(因其母亲為波斯正統大明尊教光明使者:拉摩的弟子，在王世充的庇荫下避禍至中原，後再順利往返龟兹)。長期在王世充身边做事。有很强的收集情报的能力。喜歡寇仲，却又不敢明示。後得徐子陵轉還從美艷夫人手中奪回的五彩石，由雙龍安排從長安秘密安全回國。

#### 高句麗
- 「奕劍大師」傅采林

高句麗武學宗師，天下三大宗師之一，在楊廣攻打高句麗時出面號召義軍反抗，在國內威信極高，以其獨創的「奕劍術」聞名天下。後應李淵之邀，率高麗使節團與其門下弟子來到長安。原先因為了高麗民族的長遠未來利益著想，不得不逼寇仲與之應戰，藉由其重挫影響，促使中原再次分崩離析，但最後實因寇仲表明因不忍傷害其娘(傅君婥)的恩師，甘願領死一舉，致使傅采林理解當年傅君婥看中雙龍的真正之意，當下並傳本門奕劍術之精義給予寇仲，正式接納雙龍成為其門下第二代弟子。
- 傅君婥

「弈劍大師」傅采林之女徒弟，排行第一，中原人稱「羅剎女」，因《長生訣》與主角結下不解緣，曾潛入楊公寶庫並取出寶玉出世，意圖令中原為爭奪寶庫分裂，難以再東侵高麗。
小說初期的主要角色，認寇徐二人為義子，最後為了保護寇徐二人而被宇文化及殺死。
- 傅君瑜

「弈劍大師」傅采林之女徒弟，排行第二，因傅君婥命喪中原而曾找寇徐二人復仇，途中還有跋鋒寒隨行，也因此芳心暗許。後來終於化解對寇徐的誤解。後期幫助雙龍甚多。
- 傅君嬙

「弈劍大師」傅采林之女徒弟，排行第三，因傅君婥之死曾潛入魏宮刺殺宇文化及，也因此與寇徐相遇，但也因寇徐二人的出現，而錯失刺殺宇文化及機會。
- 蓋蘇文

歷史人物，外號「五刀霸」，擅長用五口寶刀與人交手，是高句麗後起一輩的佼佼者，和伏難陀勾結瓜分渤海國財富。後於長安與寇仲邀鬥，戰敗履諾率眾歸國。
- 金正宗

高丽王的御前首席武教习，专责训练，曾和寇仲交手。
- 韓朝安

高麗馬賊與海賊，與契丹的呼延金、室韋的深末桓並稱塞外大草原三大馬賊。曾於龍泉街頭率眾襲擊寇仲、徐子陵二人。

#### 渤海國
- 拜紫亭

綽號「龍王」，精通龍劍，粟末靺鞨酋長，趁東突厥頡利與突利交戰之際於龍泉立國，反使頡利與突利聯合對付拜紫亭，拜紫亭為了保護自己的國土，自殺身亡，龍泉得以倖免，遺兒大祚荣在宗湘花和客素別輔佐下建國。
- 伏難陀

綽號「天竺狂僧」，來自天竺教的武學宗師，精通瑜珈術，獨特心法「梵我如一」讓不少高手飲恨。後與寇仲在龍泉對戰，被寇仲以「兵法入刀」擊敗，伏誅於龍泉街頭。
- 宮奇

拜紫亭麾下將軍，另一身分為塞北狼盜頭子崔望，私下時常奉拜紫亭之命，蒙面率旗下回紇狼盜賊群打家劫舍，搶奪商旅財物，藉此擴充渤海國建國資金來源。後被雙龍識破身分，進而伏誅。
- 宗湘花

拜紫亭麾下首席女剑士兼御卫长，以一雙修長美腿令人驚豔，在尚秀芳獻藝期間負責其安全，雖對拜紫亭忠心耿耿，卻深明大義，幫助雙龍救出宋師道，並在拜紫亭面前痛陳利害，在拜紫亭為國自盡後，和客素別輔佐其子大祚荣創立渤海國。
- 客素别

渤海国右丞相，後與宗湘花輔佐大祚榮，終完成建國之舉。
- 大祚榮

歷史人物，拜紫亭之幼子，後正式建立渤海國。
- 馬吉

突厥人，身材肥胖，塞外遊牧民族貨物交易老闆，外號「髒手」，專門從事塞外贓物銷售管道事務。個性狡詐，唯利是圖。與拜紫亭時常有暗中商業交易。拜紫亭敗亡失去靠山後，轉投靠高麗。
- 拓跋滅夫

馬吉手下，党項第一高手，使用一柄長矛。
- 美艷夫人

伊吾人，馬吉之女，伏難陀情人。曾欺騙委託雙龍護送五彩石至渤海國，隨後使計再從徐子陵手中騙回。為躲避大明尊教追討五彩石，逃往中原，於巴蜀一帶巧遇徐子陵，被徐子陵逼還五彩石。
- 段褚

美艳夫人手下，曾冒充平遥三大商号之一的蔚盛长老闆身份，化名管平，欺騙雙龍保護其行商期間的人身安全。

#### 契丹
- 阿保甲

契丹族內最大勢力部落之大酋，擁有一支精锐部隊，名為鹞军。
- 荒直昆

契丹阿保甲座下右锋将，頗為敬重雙龍與跋鋒寒三人。
- 呼延鐵真

契丹大酋阿保甲座下著名武士，乃契丹新一代最傑出的高手，使用雙刀。隨畢玄使節團來到長安。
- 呼延金

契丹馬賊，與室韋的深末桓、高麗的韓朝安並稱塞外大草原三大馬賊，與霸王杜興互為生死之交。
- 窟哥

契丹馬賊，契丹部落大酋之一:摩會長子，東海盟盟主，勾結高麗，橫行於東海沿海一帶燒殺擄掠，後興兵進犯梁都，遭寇仲率眾擊退；再與駱馬幫聯盟二度進犯，敗亡於下邳城。

#### 回纥
- 菩薩

歷史人物，回纥首領时健之子，因时健遭大明尊教所惑，把他逐出回纥族，流亡途中和寇仲、徐子陵和跋鋒寒相識，仗義參與赫連堡之戰，和他們阻擋頡利的進攻，因此受突利允諾助他重返回纥，進而大幅削弱大明尊教在回紇的影響力。

#### 室韋
- 别勒古纳台

蒙兀室韋的首領，慣使雙斧，武功高強，威震松花江流域，和寇仲、徐子陵交好，曾幫助他們攻陷小龍泉，為人颇具野心，城府深沉。
- 不古纳台

别勒古纳台之弟，能征善戰，威震松花江流域，和寇仲、徐子陵交好，曾幫助他們攻陷小龍泉，為人較為率直重義。
- 詩麗

别勒古纳台的未婚妻，因為寇仲、徐子陵的坐騎是其部落被盜的馬匹前往興師問罪。
- 深末桓

南室韋王族後代，善用蛇矛，在南室韋敗於大室韋後淪為馬賊，統領沙幫和頡利勾結，肆虐辽北，杀人无数，與妻子木鈴並稱「夫妻惡盜」。曾蓄意結交箭大師，騙走他製作的飛雲弓，並姦污其妻子，因此讓箭大師拜託寇仲將他斬殺。
- 木鈴

和丈夫深末桓並稱「夫妻惡盜」，統領沙幫和頡利勾結，肆虐辽北，杀人无数。在深末桓遭寇仲殺死後，被手下拖走逃命。

#### 靺鞨
- 鐵弗由

黑水靺鞨的大酋，為靺鞨部裡另一支足可與渤海國拜紫亭分庭抗禮的勁旅，控制統萬，曾命手下合契丹呼延金、室韋深末桓於塞外密林夾擊雙龍。

#### 波斯
- 哈沒美

波斯王朝王族王子，應李淵之邀，至中土長安宮城進行兩國友好外交的馬球比賽，為全隊馬球球技最高之人，亦為全隊靈魂人物。
- 克薩

波斯王族成員，波斯馬球先發選手成員之一，隨哈沒美至中土參與波斯、李唐兩國友好外交馬球比賽。
- 隆盛

波斯王族成員，波斯馬球先發選手成員之一，隨哈沒美至中土參與波斯、李唐兩國友好外交馬球比賽。比賽期間被寇仲察覺控馬靈活度不及隊友，為全隊弱點所在。
- 支里

波斯王族成員，波斯馬球先發選手成員之一，隨哈沒美至中土參與波斯、李唐兩國友好外交馬球比賽。
- 澤喜拿

波斯王族大公，隨哈沒美至中土參與波斯、李唐兩國友好外交馬球比賽，比賽下半場替換隆盛與支里二人的馬球選手之一，其球技亦比二人高明許多。
- 梅內依

波斯貴族侯爵，隨哈沒美至中土參與波斯、李唐兩國友好外交馬球比賽，比賽下半場替換隆盛與支里二人的馬球選手之一，其球技亦比二人高明許多。

### 地方門派、世家、族群

#### 海外

###### 東溟派（根據地琉球）
東溟派擅長打造兵刃，跟四大門閥暗中都有來往，女以單為姓，男則姓尚。女系有四大護法仙子，男系亦有護派四將。
- 單美仙

即東溟夫人，與陰癸派長老邊不負生下一女單琬晶。真實身份是「霸刀」岳山與「陰后」祝玉妍之女，因此陰癸派之人對她也多有忌憚。
- 單琬晶

東溟派公主，東溟夫人之女，父親為邊不負，但極為痛恨父親。傾慕徐子陵的女子之一，但因身有婚約只能將情絲藏於心底，依照派內規矩嫁入尚家。
- 尚明

東溟派中預訂為單琬晶夫婿的人選，心胸頗為狹窄，屬於「帥」級，而被手下稱為「明帥」。
- 單青

東溟派護法仙子之一。
- 單秀

東溟派護法仙子之一，外表瘦骨嶙峋，配上頭上斜傾的墮馬髻，容易讓人以為看見鬼魂，擅使纏在腰閒的軟鋼索。
- 單玉蝶

東溟派護法仙子之一，險如滿月，一團和氣，今人很難想像她是東溟派的領袖級高手，擅使纏在腰閒的軟鋼索。
- 尚邦

東溟派護派四將之一。
- 尚奎泰

東溟派護派四將之一。
- 尚仁

東溟派護派四將之一。
- 尚萬年

東溟派護派四將之一。

###### 南海派（根據地海南島）
- 梅珣

外號「金槍」，只二十岁就登上掌门之位，曾因族內長輩和李密的關係而差遣人手支援瓦岡寨，在宋缺轉與寇仲合作後，被宋閥壓迫而放棄根據地海南島遣往長安依附李唐，把妹妹梅玲送給李建成，多次參與圍捕寇仲跟徐子陵。
- 晁公錯

外號「南海仙翁」，乃是南海派老前輩，梅珣等人僅是他的徒孫輩，成名武功為「七殺拳」，所以和他同輩的武林中人也會稱他作「晁七殺」。年輕時曾愛慕祝玉妍，因而與「霸刀」岳山不睦，曾在雷州半島和「散人」寧道奇決戰，以一招敗在他的散手八撲之下。由於蒙李密之父施恩，應其邀請偷襲王世充，和假冒岳山的徐子陵在躍馬橋決戰落敗。
- 梅天

外號「齐眉棍」，據岳山遺卷記載，是南海派中除晃公错外唯一堪称高手者，乃一须发俱白的锦袍老人，擅長用棍，被徐子陵假冒的岳山在十招內打敗。

#### 北方

###### 洛陽幫
- 上官龍

大明尊教透過辟塵安插入陰癸派的人員，擔當八幫十會之一的洛陽幫幫主，替陰癸派暗中收集情報，为了掩藏本身的魔功，另创出“迎风杖法一百零二式”，曾抓去傅君瑜、殺死包志復等寇仲手下，出身魔門的身份被寇仲、徐子陵跟跋鋒寒揭破。
和寇仲一戰後被迫用上本門武功而遭識破身份，在戰敗後落荒而逃，後與辟塵、左游仙等人圍攻寇仲，被寇仲當場斬殺。
- 陳朗

洛陽幫玄武堂香主，曾和打探洛陽幫情報的徐子陵交手。
- 榮鳳祥

繼上官龍之後，被副幫主和各堂堂主邀為洛陽幫主，乃是北方賭業的社長，真實身份是魔門老君廟的「妖道」辟塵。

###### 黃河幫
- 陶光祖

八幫十會之首的黃河幫幫主，外號「大鵬」，黃河幫乃八幫十會列名第一，陶光祖曾受雷九指點撥賭術，因此兩人頗有交情，其人形相独特，完全沒法用易容術改裝，为黄河的生意和大道社的丘其朋明爭暗鬥多時。
- 吳三思

黃河幫副幫主，外號「生諸葛」，和奚介、范少明並稱黃河三傑。
- 奚介

外號「紅櫻槍」，黃河幫左鋒將，和吳三思、范少明並稱黃河三傑。
- 范少明

黃河幫右鋒將，和奚介、吳三思並稱黃河三傑。

###### 胡仙派
- 胡佛

外號「大仙」，胡仙派掌門人，是赌门最受尊敬的老千。雷九指和他决战赌桌之上，也仅以一局之差败走，可說是賭林第一人。
- 胡小仙

胡佛之女，對徐子陵有好感，曾經要向他學賭術，並央他破壞池生春的求親計畫。

###### 京兆聯
- 楊文幹

關中第一大帮:京兆聯老大，“关中四霸”之首，實為香贵長子，於舊隋時期赐姓楊。
- 厲雄

京兆聯二當家。
- 史成山

京兆聯高手.。
- 高越

京兆聯高手。

#### 江南

###### 竹花幫
- 殷開山

八幫十會之一的竹花幫前代幫主，因拒絕將情人玉玲献给杨广，被他下令处死。
- 邵令周

竹花幫軍師，為人多智深沈，在竹花幫根基揚州被李子通奪取後，轉而進軍江阴，並管治得井井有条，有意在幫主死後總攬大權，為抵抗任少名而和宋閥合作，在寇仲討伐幫內和任少名勾結的三名堂主後，被迫奉桂锡良為幫主，又改與李子通合作。
- 沈北昌

竹花幫風竹堂堂主，和邵令周合作，阻礙任少名侵吞竹花幫的陰謀，反对邵令周与李子通过从太密。
- 骆奉

风竹堂副堂主，對寇仲跟徐子陵頗有好感，反对邵令周与李子通过从太密。
- 麥雲飛

風竹堂香主，邵令周的首徒，為人高傲自負，和邵令周之女邵兰芳相戀。
- 桂锡良

风竹堂香主，是寇仲跟徐子陵兒時的朋友，原為直屬幫主殷開山的部下，被寇仲捧為竹花幫主。
- 幸容

寇仲跟徐子陵兒時的朋友，是桂锡良的副手。
- 羅賢

竹花幫雨竹堂堂主，被任少名收買，意圖投靠鐵騎會，遭寇仲和徐子陵殺死。
- 包百有

雨竹堂副堂主，在寇仲闖入雨竹堂時被打傷。
- 白荣

雨竹堂香主，曾要對付桂锡良，而被徐子陵打傷。
- 左丘弼

竹花幫晴竹堂主，个子比一般人矮小，却是粗壮如牛，被任少名收買，意圖投靠鐵騎會，遭寇仲和徐子陵殺死。
- 童长风

竹花幫露竹堂堂主，被任少名收買，意圖投靠鐵騎會，在左丘弼跟羅賢兩名同謀被殺後，遭沈北昌消滅。
- 颜和

露竹堂副堂主，在寇仲闖進雨竹堂時加以偷襲，卻反被打傷。

###### 巨鯤幫
- 雲玉真

八帮十会之一的巨鯤幫主，曾經因為楊公寶藏而刻意接近雙龍，教授他們鳥渡術的輕功身法，投靠蕭銑後因為陷害素素而交惡，詭計多端、奸詐狡猾，但最終仍與雙龍前嫌盡釋。
- 卜天志

巨鯤幫副幫主，後成少帥軍十鎮大將之一。
- 陈老谋

巨鯤幫成员，精通机巧之术，后为少帅军工部督监。

###### 海沙帮
- 「龍王」韓蓋天

八幫十會中的海沙幫幫主，暗中和宇文閥合作，曾數次為難寇徐二人，在和沈法正聯合偷袭常熟新成立的双龙帮大本营时，被徐子陵重创，内伤一直不能痊好，無奈让位。
- 「美人魚」游秋雁

韓蓋天情人，素以尼裝打扮見人，水性頗佳，曾再圍攻寇仲時為他所擒，在韓蓋天退位後繼為幫主，使海沙幫重整阵脚，稍露中兴之势，實際上暗地與陰癸派長老「雲雨雙修」辟守玄打得火熱，並在寇徐兩人護送突利時出面迷惑他們。
- 「胖刺客」尤贵

海沙幫好手，在韓蓋天讓位後擔任左副帮主。
- 「闯将」凌志高

海沙幫好手，在韓蓋天讓位後擔任右副帮主。

###### 大江會
- 「龙君」裴岳

八帮十会之一的大江幫正幫主，以心狠手辣聞名，曾助王魁介追捕寇仲跟徐子陵。
- 「虎君」裴炎

八帮十会之一的大江幫副幫主，以心狠手辣聞名，曾助王魁介追捕寇仲跟徐子陵。

###### 飛馬牧場
- 商秀珣

飛馬牧場場主，母親青雅，小說中的絕世美人之一。生性喜愛美食，是寇徐二人的紅顏知己，多番義助寇徐二人，後與宋師道相戀。根據黃易另一著作《日月當空》，與宋師道育有一子二女。
- 魯妙子

天下第一全才，舉凡武功、醫學、機關、八卦、天文、園藝、建築、兵法、賭術等皆有涉獵，楊公寶庫即為魯公巧作。與寇徐二人結為忘年之交，並且將畢生所學傳與二人，可說是寇徐的恩師。
早年與「陰」祝玉妍結情仇後隱居於飛馬牧場，一生悔恨不已，最後病逝於飛馬牧場。
根據黃易另一著作《龍戰在野》，魯妙子因練功出問題，服下丹藥「死劫」以壓下傷勢，延長壽命一年。
- 梁治

飛馬牧場大执事，内外兼修的好手。
- 柳宗道

飛馬牧場二執事，乃一名獨眼大漢，论才智武功穩坐四大執事之首。
- 陶叔盛

飛馬牧場三执事，暗中和四大寇勾結。
- 吴兆汝

飛馬牧場四执事，年青英俊，肤色哲自得像个娘儿。
- 商震

飛馬牧場大管家，身材魁梧的秃顶男子，内功已臻一流高手的境界。
- 商鵬

飛馬牧場元老高手，應商秀珣之邀出山，隨眾奧援竟陵，在混戰中被婠婠所殺。
- 商鶴

飛馬牧場元老高手，應商秀珣之邀出山，隨眾奧援竟陵，在混戰中被婠婠所殺。
- 骆方

飛馬牧場成員，和寇徐兩人頗有交情，在四大寇來犯飛馬牧場一戰後，升為三副執事。
- 許揚

飛馬牧場成員，和商震一樣愛抽煙，原為二副執事，在四大寇來犯飛馬牧場一戰後，升為三執事。

###### 獨霸山莊
- 方澤滔

竟陵獨霸山莊莊主，和飛馬牧場親善的盟友，本為隋將，在楊廣被殺後率部下佔據竟陵，以待明主歸順。在江淮軍壓境時卻為婠婠美色所惑，最後被她當眾殺死。
- 方泽流

方澤滔手下猛将，亦是方澤滔的亲弟。暗恋婠婠。为救婠婠不幸战死。
- 方道原
- 独霸山庄右先锋
- 虚行之
- 方道原手下文书，三十许岁年纪，双目藏神不露，精通武功，长得眼正鼻直
錢雲

獨霸山莊將領。
- 冯歌

獨霸山莊將領，在方澤滔被婠婠所殺後，率領殘眾替寇仲效力。
- 馬群

獨霸山莊將領，被婠婠用為府領，本領平常。

###### 彭梁会
- 「鬼爪」聂敬

八幫十會之一的彭梁會幫主，先後遭宇文化及與徐圓朗率軍進攻彭城所傷，其後又在傷勢未癒的情况下，因替彭梁會二當家遭契丹馬賊窟哥所殺，為其報仇與之一戰，最後在新傷舊患交迸下，不治身亡。
- 「艷娘子」任媚媚

彭梁會三當家，彭梁會幫主「鬼爪」聂敬身亡後，掌管彭梁會，後率全體幫眾加入少帥軍。
- 洛其飛

原彭梁會香主，本身精於偵查、收集情報事務，後隨任媚媚率彭梁會全體加入少帥軍
- 陳家風

原彭梁會香主，後隨任媚媚、洛其飛加入少帥軍。
- 謝角

原彭梁會幫眾，後隨任媚媚、洛其飛加入少帥軍。
- 劉志成

原彭梁會香主洛其飛部下，隨洛其飛加入少帥軍，協助洛其飛負責收集情報事務。期間香玉山使計收買安作内鬼，洩漏軍情於李唐陣營，後遭寇仲成功識破揪出之。

###### 骆马帮
- 都任

控制下邳的骆马帮強徒首領，在當地橫征暴歛，更不时四出抢掠，更窟哥率領的契丹马贼勾結以對付寇仲，結果反被寇仲策反焦宏進，遭駱馬幫眾亂箭射死。
- 「小呂布」焦宏進

乃是骆马帮副幫主，在骆马帮中比都任更受尊敬和爱戴，因寇仲散播的流言，被都任順勢冠上背叛的罪名，正要痛下毒手時，寇仲適時來救，從此改投少帥軍。

###### 鐵騎會
- 「青蛟」任少名

八幫十會之一的鐵騎會首領，鐵勒高手「飛鷹」曲傲的獨子，透過和陰癸派的聯合而相助林士弘擴張領土，佔有无锡竟陵等地，流星錘功夫已登奇功絕藝榜。曾被「天刀」宋缺杀得落荒而逃，硬被赶离岭南，後遭寇仲跟徐子陵聯手刺殺。
- 「惡僧」法難

陰癸派地階弟子，本是江南大盜，無惡不作，受派中命令擔任鐵騎會護法，以便支援林士弘，曾保護任少名逃過宋缺的追殺，在任少名死後回歸陰癸派。
- 「豔尼」常真

陰癸派地階弟子，法難的女人，絕技為銷魂綵衣，受派中命令擔任鐵騎會護法，以便支援林士弘，曾保護任少名逃過宋缺的追殺，在任少名死後回歸陰癸派。

###### 長江聯
- 江霸

大江聯的前任盟主，因為代人出頭向跋鋒寒尋釁，死在他劍下，由於大江聯是结合了大江附近多个大小门派的联盟，實力頗強，所以在江霸死後，大江聯便集體向跋鋒寒尋仇。
- 郑淑明

江霸之妻，在江霸死後代理其職，但實際上大江聯的事務長年都是由她掌舵，頗善調度謀略，指揮大江聯的數百名二流好手把跋鋒寒逼至險境。後與「河南狂士」鄭石如相戀，一同退出武林紛爭。
- 谢厚

明阳帮副帮主，刀法专走险奇，在群战中每生奇效，圍攻跋鋒寒時被他所殺。

###### 四大寇
- 「鬼哭神號」曹應龍

四大寇之首，表面上聽從李密的命令為禍江南，真實身份是「邪王」石之軒的弟子，看似沈默寡言的老學究，功力遠超另外三大寇，在被徐子陵擊敗後，用財寶跟魔門秘密交換性命，後在潛入巴蜀時一度被安隆扣押，經徐子陵營救後順利退隱。
- 「焦土千里」毛燥

四大寇中排行第二，身材高瘦，一副坏鬼书生的模样，常用尘拂當武器。在四大寇來犯飛馬牧場一戰裡，被戴上面具的徐子陵所殺。
- 「雞犬不留」房见鼎

四大寇中排行第三，乃是一名頭長肉瘤的壯漢，趁手兵器是根狼牙棒。在飛馬牧場保衛戰裡，被徐子陵所殺。
- 「寸草不生」向霸天

四大寇中排行第四，是个五短身材的胖汉，為人極為貪花好色，慣用一對奪命齒環。在飛馬牧場保衛戰裡，被寇仲所殺。

#### 嶺南

###### 俚族
- 欧阳倩

外號「虎衣红粉」，始安郡的首領，身穿虎皮，女承父业，在岭南武林艳名颇著，手底下亦有真功夫，在寇仲追殺崔紀秀時和他有一面之緣。
- 王仲宣

歷史人物，外號「俚帅」，番禺之主，外形如大水桶，卻予人灵动活跃的相反感觉。
- 陈智佛

歷史人物（原名陳佛智），泷水的俚僚领袖，身材颀长结实，作文士打扮，有一个超乎常人的高额，目光尖锐，蓄有一摄小胡子，外型潇洒好看。

#### 南陽

###### 南阳帮
- 杨镇

外號「偃月刀」，南阳三派四帮一会裡勢力最大的南阳帮龍頭，實力排入武林八幫十會中，在朱粲勢力被逐出南陽後出面主持大局，不單德高重重，手段更是圆滑。
- 孟得功

南阳帮知名的高手，隨楊鎮往冠軍開會。
- 范乃堂

南阳帮知名的高手，隨楊鎮往冠軍開會。

###### 天魁派
- 吕重

外號「環首刀」，南阳三派四帮一会中的天魁派掌門，乃當地第一大派，在汉南、襄阳、南阳、腴阳均开设有道场，善用环首直身的长窄刀。
作為楊鎮的副手，在他離開南陽時代理城務，因此被覬覦此地的陰癸派支調長老辟守玄將他打傷，雖經寇仲跟徐子陵治癒，但陰癸派痛下狠手要消滅天魁派，迫得呂重只能帶出少數親信弟子離開南陽。
- 吕无瑕

呂重之女，個性略嫌嬌縱，但本性善良。
- 應羽

呂重的大弟子，性格頗為懦弱，暗中傾慕呂無暇，因為有心仗義幫助寇仲、徐子陵和突利，贏得三人好感。
- 謝顯庭

天魁派弟子，因和青樓女子小宛相戀，被湍江派的羅榮太尋釁。

###### 荊山派
- 任志

南阳三派四帮一会中的荊山派掌門，對南陽亂局保持中立態度。

###### 陽興會
- 季亦农

南阳三派四帮一会中的陽興會首領，實際上是陰癸派弟子，暗中勾結湍江派、朝水帮、灰衣帮勾结，密谋取代杨镇大龙头之位。

###### 湍江派
- 罗长寿

南阳三派四帮一会裡湍江派掌門，和季亦农勾結對付楊鎮。
- 羅榮太

湍江派掌門罗长寿之子，藉由尋釁謝顯庭試探天魁派的底細

###### 灰衣帮
- 夏治平

外號「惡郎君」，南阳三派四帮一会裡灰衣幫的幫主，和季亦农勾結對付楊鎮，個性頗為囂張兇狠。

###### 朝水帮
- 祈三

外號「鐵尺」，南阳三派四帮一会裡内五堂总堂主，和季亦农勾結對付楊鎮，為人沉着多智。

#### 巴蜀

###### 獨尊堡
- 解暉

外號「武林判官」，四川三大勢力之一的獨尊堡堡主，巴蜀第一高手，和宋缺、安隆是結拜兄弟，為人處事極為公正，在隋朝大勢已去後聯合川帮跟巴盟，改蜀郡为益州，不依附任何大勢力。
解暉過去曾傾慕梵清惠，因而傾向投向李唐，在宋缺武力施壓下，儘管蜀中四大族都改投宋閥，卻仍支持李唐，最後在師妃暄斡旋後保持獨立，既不投降李唐也不倒向寇仲，統領巴蜀武林維持中立態度。
- 解文龍

解暉之子，迎娶宋缺之女宋玉華為妻。

###### 川幫
- 范卓

外號「槍霸」、「槍王」，四川三大勢力之一的川幫首領。
- 范采琪

范卓的獨生女，個性刁蠻活潑，十分傾慕侯希白。

###### 巴盟
- 奉振

外號「猴王」，四川三大勢力中由少数民族籌組的巴盟四大領袖之一，代表羌族，也是巴盟盟主，和范卓頗有交情，曾和蓮柔合作，串聯西突厥倒向李唐，但在宋缺出兵支援寇仲並且攻下泸川後，決定改投寇仲，因而和解暉決裂。
- 角羅風

外號「大老」、「鷹王」，四川三大勢力中由少数民族籌組的巴盟四大領袖之一，代表苗族，曾和蓮柔合作，串聯西突厥倒向李唐，但在宋缺出兵支援寇仲並且攻下泸川後，決定改投寇仲，因而和解暉決裂。
- 川牟寻

外號「風將」、「狼王」，四川三大勢力中由少数民族籌組的巴盟四大領袖之一，代表彝族，在宋缺出兵支援寇仲並且攻下泸川後，決定改投寇仲，因而和解暉決裂。
- 絲娜

外號「美姬」，四川三大勢力中由少数民族籌組的巴盟四大領袖之一，代表瑤族，也是合一派「通天姥姥」夏妙瑩的得意弟子，擅長劍法，因誤會喬裝的徐子陵是本派仇人弓辰春而劇鬥一場。曾和蓮柔合作，串聯西突厥倒向李唐，但在宋缺出兵支援寇仲並且攻下泸川後，決定改投寇仲，因而和解暉決裂。。

###### 合一派
- 夏妙瑩

外號「通天姥姥」，巴蜀合一派的掌門，江湖傳聞她有通靈之能，手執拂塵，武功高明，因大弟子被弓辰春欺騙感情而對他深惡痛絕。

###### 川南賭坊
- 霍青橋

外號「金算盘」，巴蜀川南赌坊的大老板，巴蜀有数的高手，声名仅次於解晖、范卓、奉振等一方霸主之下，事实上是巴陵帮在巴蜀的负责人，专营妓院和赌场。
- 霍纪童

霍青橋之子，也是夏妙瑩的義子，在巴蜀一向橫行霸道。

#### 東北

###### 長白派
- 王薄

歷史人物，外號「知世郎」，北疆三帮一派中長白派的掌門，得意武功為「定世鞭」，被譽為當世鞭王，和獨孤閥的尤楚紅頗有交情。王薄因不滿楊廣的暴政，在山東長白起義，引起天下大亂，但為人心胸狹窄，杜伏威和李子通皆曾是他的部屬，卻相繼反目離開，在勢力大衰後遊走各方勢力，在與尉遲敬德比武時，心驚日後被他蓋過，一度大起殺心，但卻沒法得逞。
- 王魁介

外號「雷霆刀」，王薄之子，曾協同長江二君追捕寇仲跟徐子陵詢問楊公寶庫的秘密。
- 符真

王薄的師弟，外號「長白雙凶」，符彥之兄，赋性骄横狂妄，早與師兄王薄反目而入關投靠李密，十分善長追踪之術，這方面的本領更勝瓦岡寨的鄭蹤。
- 符彥

王薄的師弟，外號「長白雙凶」，符真之弟，赋性骄横狂妄，早與師兄王薄反目而入關投靠李密。
- 京兆寧

外號「病書生」，以傘為兵器，武功頗為高強，曾受王薄命令探查和氏璧失竊之事，後與榮鳳祥、左游仙跟上官龍圍攻寇仲失敗。
- 祈八州

洛陽八士之一，奉王薄命令，處理听留阁英雄宴之事，說話倚老賣老，令人生厭。

###### 北霸幫
- 杜興

外號「霸王」，北疆三帮一派中最強盛的北霸幫之主，善使霸王斧，是突厥、契丹混血，和頡利關係良好，與北馬幫之主許開山因利益關係而結義，真正的好兄弟是可達志跟呼延金，因為翟嬌的羊皮被劫而和寇仲、徐子陵結怨，經可達志居中斡旋且頡利、突利講和後，雙方表面和解，進而綜合所有線索，推測出羊皮是被伏難陀、拜紫亭指使狼盜劫去，在寇仲殺死伏難陀後真心合作，告知寇仲、徐子陵拜紫亭的痛腳乃愛子大祚荣及羊皮失竊等事的真正內幕。

###### 寒漠幫
- 荊抗

漢人，北疆三帮一派中的寒漠幫幫主，與竇建德交情甚篤，所以照拂翟嬌的生意，表面上是仁慈忠厚的長者，暗中卻和狼盜勾結。

###### 外聯幫
- 大貢郎

悉族人，北疆三帮一派中外联帮的龙头老大。
- 苏青

外號「勾魂奪魄」，外联帮外三堂中凤堂的堂主，武功平常，只因是大貢郎的女人而坐享高位，受命前往飲馬驛，商討安樂慘案後追捕狼盜之事。。

###### 東北幫
- 贝叔群

东北帮幫主，因是高開道的結拜兄弟，在北疆勢力日益成長，希冀能盖过北霸帮成为北疆第一大帮。
- 贝晨分

东北帮少幫主，貝叔群之子，為人頗為陰沈，受命前往飲馬驛，商討安樂慘案後追捕狼盜之事。

###### 北馬幫
- 項元化

外號「師爺化」，負責北馬幫账目往来，因飲馬驛一戰意外得知幫主許開山和狼盜有所勾結。

###### 仙霞洞
- 陈和

仙霞洞洞主，仙霞洞是北疆僅次於長白派的名門正派，曾收安乐帮主陆平之子為徒，因此插手安樂慘案。
- 吕世清

仙霞洞洞主陳和的得意弟子，受命前往飲馬驛，商討安樂慘案後追捕狼盜之事。
- 郎婷婷

仙霞洞洞主陳和的得意弟子，受命前往飲馬驛，商討安樂慘案後追捕狼盜之事。

###### 安樂幫
- 陆平

安乐县最大幫會安樂幫的幫主，因探獲狼盜之首「餓狼」崔望和荆抗有關係而被滅門。
- 舒丁泰

安樂幫二當家，暗中和狼盜、大明尊教勾結，遭大明尊教派騷娘子滅口。
- 骡道人

安樂幫幫主陸平的好友，功力頗為精深，十分疼惜自己的騾，為追查安樂慘案而來到飲馬驛，得到寇仲、徐子陵信任，互相研討慘案內幕。

#### 大明尊教（原為波斯宗派）
- 許開山

大明尊教「大尊」，武功高強，處事圓滑，以北馬幫幫主為其身份作掩護，专和塞外诸族交易，再把战马卖往南方谋取暴利，實則勾結狼盜胡作非為。後屢遭寇徐二人處處阻撓破壞，並同時先後於塞外、關中屢遭失利，最終在漢中一帶，遭徐子陵、可達志、陰顯鶴三人夾擊圍攻之下，自盡身亡。
- 莎芳

大明尊教「善母」，武功高強，在石之軒大鬧大明尊教位於長安的藏處的过程中被其生擒，後自断心脉而亡。
- 段玉成

原為寇仲雙龍幫幫眾，在同夥人被上官龍殺害由辛娜婭所救後入大明尊教，成為新一代「原子」，武功突飛猛進。由於曾經遭遇喪妻之痛，使之沉浸在宗教迷信中，最後經徐子陵得知大明尊教的私下種種惡事，懸崖勒馬，終脫離大明尊教揚長而去。龍戰在野中透露他因心生悔恨，晚年獨自住在大明尊教巢穴附近小屋，遇上少年符太而傳授由雙龍傳授的長生拳。
- 烈瑕

大明尊教「妙空明子」「五明子」之首，武功高強，但深藏不漏。處事極端圓滑、狡詐，自稱"愚蒙"，真實性格實為自私卑劣，時常玩弄周遭女子藉機獲利，此外為達目的可不擇手段，促使連一向清心寡慾的徐子陵也對其興起殺機。最後終因欲趁人不備，藉機染指石青璇，作為對石之軒與徐子陵的報復，幸石青璇當時不在家中，此事亦天網恢恢恰為徐子陵所遇，在徐子陵全力出手下一個照面即遭其斃於掌下。
- 其餘五明子

「妙風明子」: 榮姣姣
「妙力明子」:
「妙水明子」: 水姹女，最终被“邪王”石之轩击毙于成都幽林小筑外。
「妙火明子」: 火姹女，最终被“邪王”石之轩击毙于成都幽林小筑外。
- 鳩令智

大明尊教「五類魔」之一，綽號「濃霧」。武器是一根重鐵杖，后被“邪王”石之轩击毙于成都幽林小筑外。
- 闊羯

大明尊教「五類魔」之一，綽號「熄火」。武器是雙刀，在慈涧被徐子陵重伤后被“美胡姬”玲珑娇杀死。
- 羊漠

大明尊教「五類魔」之一，綽號「惡風」。武器是長劍，后被“邪王”石之轩击毙于成都幽林小筑外。
- 辛娜婭

大明尊教「五類魔」之一，綽號「毒水」。五類魔武功最強者，與烈瑕同為大尊、善母、原子以外，教內少數出類拔萃的武功高手。曾相救段玉成，兩人相戀。但當段玉成得知大明尊教真正真相後，棄大尊而走，辛娜婭最終亦決定追尋段玉成而去。
- 周老方

大明尊教「五類魔」之一，綽號「暗氣」。为周老叹的孪生兄弟，最终死于其兄周老叹之手。
- 騷娘子

大明尊教教眾，表面上為東北飲馬驛的客棧老闆娘，實乃常年潜伏於飲馬驛刺探消息，善使毒，為人水性楊花，後被雙龍識破奸計，遂舉刀自盡。

### 其他重要人物
- 雷九指

賭場老手，「北雷南香」的北雷，因其少一指而得名。對與己「北雷南香」齊名的南香，即人口販子香貴及其家族深惡痛絕，曾傳授徐子陵各種賭博手法使徐子陵成為賭場高手，並且與兩位主角展開誅香大計。李世民即位後接掌貞觀錢莊，經營有道，成為長安首富，與寇徐舊識青青成婚，並與眾人訂下十年之約。
- 尚秀芳

天下第一名妓，其琴藝更是出神入化，人尊其為大家。為寇仲所吸引，甘願以一夜恩情了卻這段苦戀。十年後與寇仲在長安相見。母親明月，是絕色美女而且和許多上一輩人物都熟悉。
- 明月

尚秀芳之母，與岳山關係不菲，故尚秀芳喚他作「岳公公」。
- 衛貞貞

故事開端，因娘家欠人銀兩，其父視財如命，將之賣給揚州城專賣包子的馮強為妾，人稱貞嫂。生得花容月貌，更成為招徠生意的活招牌。心地善良，雙龍幼時曾多次受其救濟贈與包子。其後因揚州城破，成為宇文化及的寵妃貞妃，最後與宇文化及一起殉情而死。
- 「霸刀」岳山

邪派前辈高人，「天刀」宋缺成名之前的天下第一用刀高手，個性孤僻高傲，其刀法霸道異常，外号霸刀。與李閥閥主:李淵曾為異性兄弟；與「陰后」祝玉妍生有一女:單美仙。後於挑戰「天刀」宋缺一戰失利，身负重伤，前往蜀中幽林小筑向碧秀心求醫，並隨其隐居于此，晚年得石青璇陪伴左右。期間曾修練得自天竺異人的《换日大法》，但在尚未圓功即撒手人寰。昔年曾以一刀之差擊敗「天君」席應，但事後反遭席應趁其不在，襲殺全家老小，後由徐子陵假扮代其身份與之應戰，成功襲殺席應，完成臨終心願。
- 陰顯鶴

活動於東北的刺客，劍術高強。幼年與妹妹失散，十分思念乃妹。與徐子陵結為好友，在寇徐幫助下找到妹妹陰小紀。最後與陰小紀落難好友，期間並與長安第一名妓紀倩奉子成婚。
- 陰小紀

香家集團強搶女子的受害者，幼年與哥哥陰顯鶴失散，後在隋煬帝被弒後逃出，化名為小鶴兒成為扒手。在寇徐幫助下兄妹團聚，並且與王玄恕互生情愫。
- 紀倩

長安第一名妓，與陰小紀同為香家集團的禁臠，後在隋煬帝被弒後逃出，由一名歌妓傳授樂藝，流落到長安後成為名妓。後與陰顯鶴相戀成婚。
- 青青

長安風雅閣女老闆，揚州青樓出身。當年雙龍初出道時，曾助其脫逃，但當下非但不領雙龍之情，且口出惡言。事後來到長安開設風雅閣，常深為當年一事內疚於心，後知曉雙龍不介意，感恩於心，於長安期間時常義助二人，後與雷九指成婚。
- 喜兒

青青的貼身丫鬟，當年於揚州隨青青脫逃，後隨之一同到長安，後得寇仲牽線下，與查傑互生情愫。

## 出版版本
- 1996年－2000年：香港，黃易出版社，初版，63卷。

- 1996年－2000年：台灣，萬象出版，初版，1－59卷。2000年因萬象出版社積欠稿費，60至63冊由香港直接發出至台灣出售，

- 2002年：台灣，時報出版，再版修訂版，20卷。

- 2004年：香港，黃易出版社，修訂珍藏版，20卷。

- 2019年：台灣，蓋亞文化，典藏版，21卷。

## 事物
| 事物         | 簡介 |
| ------------ | --- |
| 道心種魔大法 | 小說裡的魔門奇書之一，載於「天魔策」，與「天魔術」並稱最厲害、詭異之法，傳說只有把十卷《天魔策》集齐，始有可能进窥魔道之极，至乎修成最高的「道心种魔大法」，更是其中除了上代魔門第一高手「邪帝」向雨田之外，無人得見的武林祕典，強調由道入魔，在道心種魔種，奇詭絕倫，據說向雨田練至後來而亡屍骨無存，實際上是在邊荒傳說已出現的向雨田活了數百年，由邪帝舍利練就道心種魔大法，舍利傳給四名兇殘徒弟，寶典自存不知所終。（覆雨翻雲亦曾記載，修練者為魔師龐斑，爐鼎為風行烈，另一修練者則是韓柏。） |
| 邪派八大高手 | 邪派八大高手：小說裡的魔門武功排行榜。值得注意的是「陰后」祝玉妍因邪王潛伏多年而躍升為榜首，但實際實力並不及邪王。 其排名如下： 1. 「陰」祝玉妍 ─ 武功「天魔大法」（天魔大法「玉石俱焚」爆體而亡） 2. 「邪王」石之軒 ─ 武功「不死印法」、「幻魔身法」 3. 「魔帥」趙德言 ─ 武功「歸魂十八爪」 4. 「天君」席應 ─ 武功「紫氣天羅」（遭徐子陵扮「霸刀」岳山決鬥殺害） 5. 「四川胖賈」安隆 ─ 武功「天心蓮環」 6. 「辟塵」榮鳳祥（曾遭寇仲行刺幾乎身亡） 7. 「子午劍」左游仙 ─ 武功「子午劍」、「壬丙劍法」 8. 「倒行逆施」尤鳥倦（遭邪王一招斃命） |
| 魔門兩派六道 | 乃小說裡魔門的主流流派，所谓魔门两派六道，就是在西漢思想家董仲舒“罢黜百家，独尊儒术”之后，始终没有翻身的一些教派。甚至还有道家的分支。視人世間道德禮義為糞土，行事超乎常人所度測，與正道代表慈航靜齋、淨念禪宗等佛門聖地角力長達百年之久。 - 兩派 - 陰癸派－掌門人為祝玉妍，傳人婠婠更是百年來最出類拔萃的高手，乃魔門中勢力最大的邪派。轄下長老包括聞采亭、白清兒、邊不負等，另外盤據鄱陽湖一代的軍閥林士宏也是陰癸派弟子。阴癸派拥有《天魔策》的精华《天魔秘》，故在圣门中居重要地位。 - 花間派－掌門人石之軒，傳人為「多情公子」侯希白。花间派是圣门中的纵横家，历来只传一位传人，且只能为男性。另设“护派尊者”一名负责看管派内典籍，且必须为女性。乃魔門中的異類，講求以藝術入武道，歷代傳人皆為風流瀟灑的翩翩公子。 - 六道 - 邪極宗－掌門人為向雨田，座下四大弟子尤鳥倦、丁九重、周老嘆、金環真分別為逆行派、帝王谷、赤手教、媚惑宗傳人。可能源自圣门正宗：墨家。拥有“道心种魔大法”这圣门中至高无上的心法和“圣帝舍利”这一奇宝。 - 滅情道－傳人為席應，同門的高手包括李淵妃子尹德妃之父尹祖文。 - 補天閣－掌門人為石之軒，傳人為「影子刺客」楊虛彥。與花間派的武功南轅北轍，卻給武學天才石之軒融合兩家之長，自創出不死印法。 - 天蓮宗－宗主為安隆，其師弟為江淮軍首領輔公祏。天莲宗来自于商人，古代重农轻商导致商人遭主流社会排斥。天莲宗心法以心窍为主，在圣门中也是异数。 - 魔相宗－宗主為趙德言。来历神秘。 - 真傳道－衍生為兩個分支老君觀和道祖真傳，代表人物分別為辟塵和左游仙。 |
| 和氏璧       | 即為著名的完璧歸趙中的和氏璧，為歷代帝王的玉璽，傳聞楊公寶庫與和氏璧得其一即可得天下，下落一直不明。來落到慈航靜齋手中，交由了空大師保管，在與陰癸派的帝王鬥爭中欲交給李世民使其成為天下之主。和氏璧會散發一股奇異的能量，連強如了空大師都不敢與其過度接近，寧道奇更為此曾向靜齋借璧研究，代價為幫助靜齋讓李世民成為天下共主，而後來卻為了寇仲的帝王爭霸而被徐子陵利用其寶璧異能擊敗眾人將之盜走，其後被寇仲、跋鋒寒、徐子陵吸取異能，大量的擴張經脈後碎為粉末。 |
| 邪帝舍利     | 魔門邪派的特殊奇物，為黃色晶體，魔門稱之為「聖舍利」。為歷代魔門聖君於臨死前將畢生功力灌注其中，所以此一晶體蘊含了數代魔君功力遭受正邪各大高手爭奪，多年前被魯妙子埋藏在楊公寶庫最內層，最後被「邪王」石之軒得到，但其中的功力卻被寇仲、徐子陵得到大半，助其功力大進。 |
| 武林四大奇書 | 本小說裡的四本武功祕籍，均可練出驚天地泣鬼神的絕世武功。分別是道學經典《長生訣》、慈航靜齋鎮齋之寶《慈航劍典》、魔門寶典《天魔策》（共分十卷，包括載有天魔術的陰癸派寶典《天魔祕》六卷，衍生出兩派六道），以及秘不可測的《戰神圖錄》。 |
| 慈航靜齋     | 小說中正道的最大勢力，門人行蹤飄忽，總部近置中原首都洛陽。創派掌門為地尼，上一代掌門人為碧秀心，後來是梵清惠，同時也是師妃暄的師父。與陰癸派長期展開激烈正邪之戰長達千年之久。最後幫助李世民登上帝位，為扶持大唐統一天下的正道勢力。 |

## 書寫手法
在情節特色上是有接近角色扮演類遊戲的特徵，這可分為兩個方面，一是在畫面的切換與敘述角度的轉變上，一是由事件引發事件，環環相扣的主線上。前者也關於表現手法，在書寫文字時，很落力於畫面感的營造，以文字來形塑出整體的空間、色彩、溫度、聲音、角色動作等等，很明確的描述交待出來，留給讀者自行想像的空白處較少，較直接的描述大量細節。
在雙線敘述時採取，一段寫徐子陵事，一段寫寇仲事的作法，若把其中一人的部分跳過，連接起來看，是很流暢完整的敘述，但是作者刻意把兩個人的部分穿插著寫，看似割裂了文字的完整度，但卻有讓事件同時發生，使事件更真實可信的優點，甚至在同一時間，相隔在遙遠不同場景的雙龍有訊息上的傳遞，使全知的讀者能全面看清事件的關連。

## 後續作品
黃易在2012年11月起，每月發行一卷《日月當空》，以《大唐雙龍傳》末尾出現的小女孩明空（武曌）成為女皇帝後，為收集《天魔策》中的《道心種魔大法》為故事開始。
《日月當空》在2014年4月發行到卷十八後，由2014年5月以《龍戰在野》接續。《龍戰在野》在2015年10月發行到卷十八後，由2015年11月以《天地明環》接續。

## 改編作品

### 漫畫
- 漫畫－黃玉郎、邱福龍所作。故事講述隋朝末年，煬帝思逞無厭之欲，兩個三餐不繼小混混，憑其天縱之資，機緣運數，改變武林以至天下的命運。寇仲和徐子陵是揚州江都中兩個三餐不繼的小混混，因某日意外扒得道學武功經典《長生訣》而遭到宇文化及追殺，得傅君婥庇護而存活，開始修習《長生訣》，並且得知楊公寶藏的秘密，但也因此受到旁人的覬覦威脅。

### 電視劇
- 2004年香港無線電視所製作的電視劇，部分情節與小說版內容有異。電視與原著相比，有很大差距。

- 2011年中國大陸古裝武俠電視劇。

### 遊戲
- 大唐雙龍傳－由次方科技製作，智冠科技發行的單機遊戲。2001年7月發行。
- 黃易群俠傳Online－以黃易小說為設定的網路遊戲。